# المسيحية في إثيوبيا

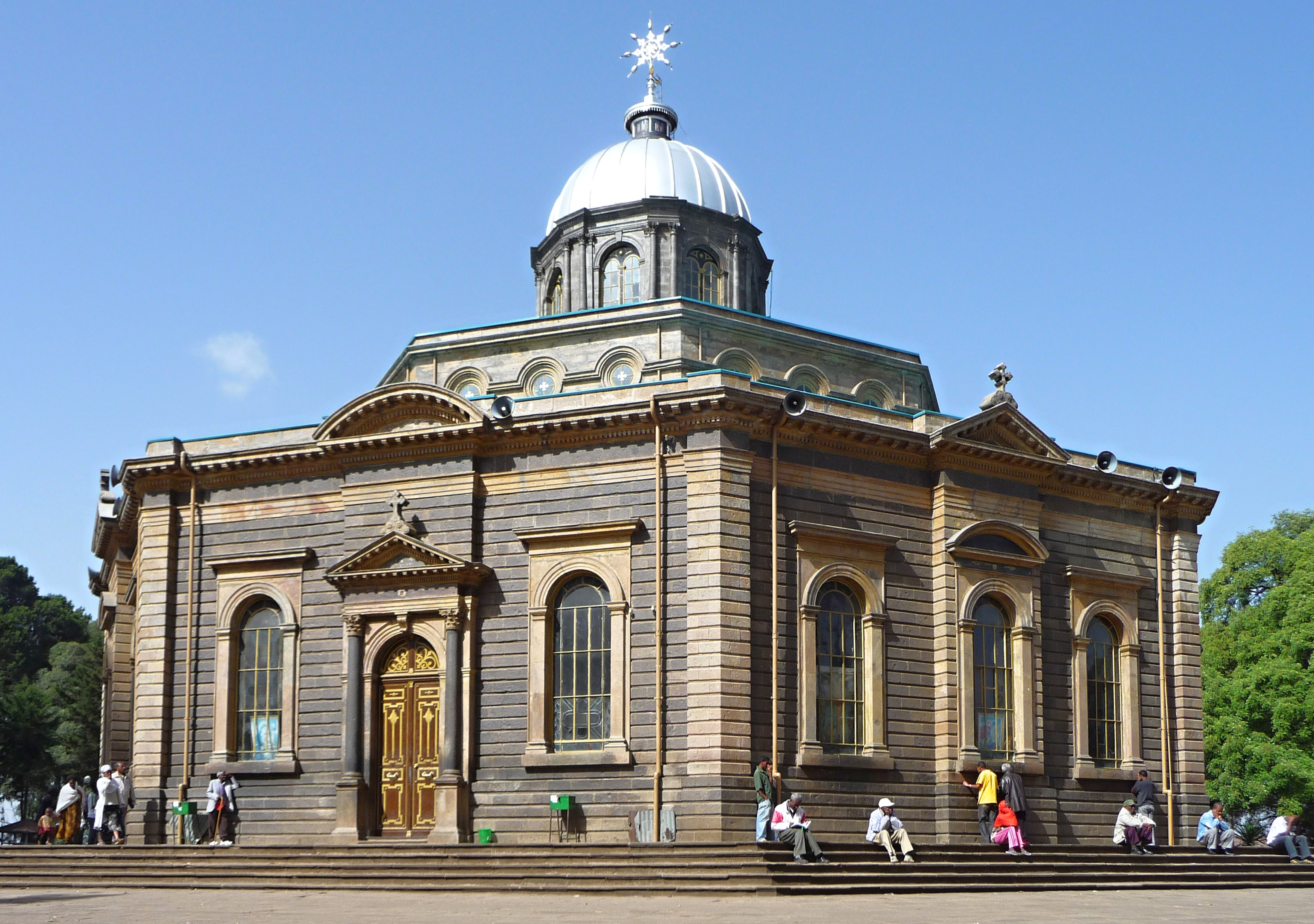
كنيسة القديس جرجس في مدينة أديس أبابا.

تُشكل المسيحية في إثيوبيا أكثر الديانات انتشاراً بين السكان، وتُعد إثيوبيا واحدة من أقدم الدول المسيحية في العالم، ففي القرن الرابع اعتمدت مملكة أكسوم المسيحية رسمياً كدين للدولة. ونتيجة لقرارات مجمع خلقيدونية في عام 451، تبنت إثيوبيا المذهب الميافيزي، وتمكنت الإمبراطورية الإثيوبية تحت حكم السلالة السليمانية من الحفاظ على المسيحية وتطوير ثقافة مسيحية متميزة. وعلى الرغم من أن كنيسة التوحيد الأرثوذكسية الإثيوبية لم تعد دين الدولة منذ عام 1974، إلا أنها لا تزال تُعد الكنيسة الوطنيَّة وأكبر طائفة مسيحية في إثيوبيا (حوالي 50% من سكان إثيوبيا هم أعضاء في الكنيسة الإثيوبية الأرثوذكسية) وإنفصلت هذه الكنيسة الأرثوذكسية المشرقية عن الكنيسة القبطية الأرثوذكسية عام 1959م حين منح البابا كيرلس السادس رأسها لقب بطريرك، وبحسب مصادر الكنيسة فإن عدد أتباعها يبلغ 40 مليون شخص، وهي بذلك ثاني أكبر كنيسة شرقيّة ومقرها مدينة أكسوم بإثيوبيا.
وفقًا لتعداد الحكومة لعام 1994 كان 61.6% من سكان إثيوبيا مسيحيين: تتضمن 50.6% أنباع الكنيسة الأرثوذكسية الإثيوبية، 10.1% الطوائف البروتستانتية المختلفة، 0.9% الكنيسة الأثيوبية الكاثوليكية من السكان). أحدث تعداد حكومي كان في عام 2007، حيث شكّل المسيحيون 62.8% من مجموع السكان، تصدرت الطوائف المسيحية كنيسة التوحيد الأرثوذكسية الإثيوبية بنسبة 43.5% من سكان البلاد، تليها البروتستانت 18.6% والكاثوليك في 0.7%. وبحسب دراسة تعود إلى عام 2015 حوالي 400,000 مواطن مُسلم إثيوبي تحول إلى المسيحية.

## تاريخ

### العصور المبكرة

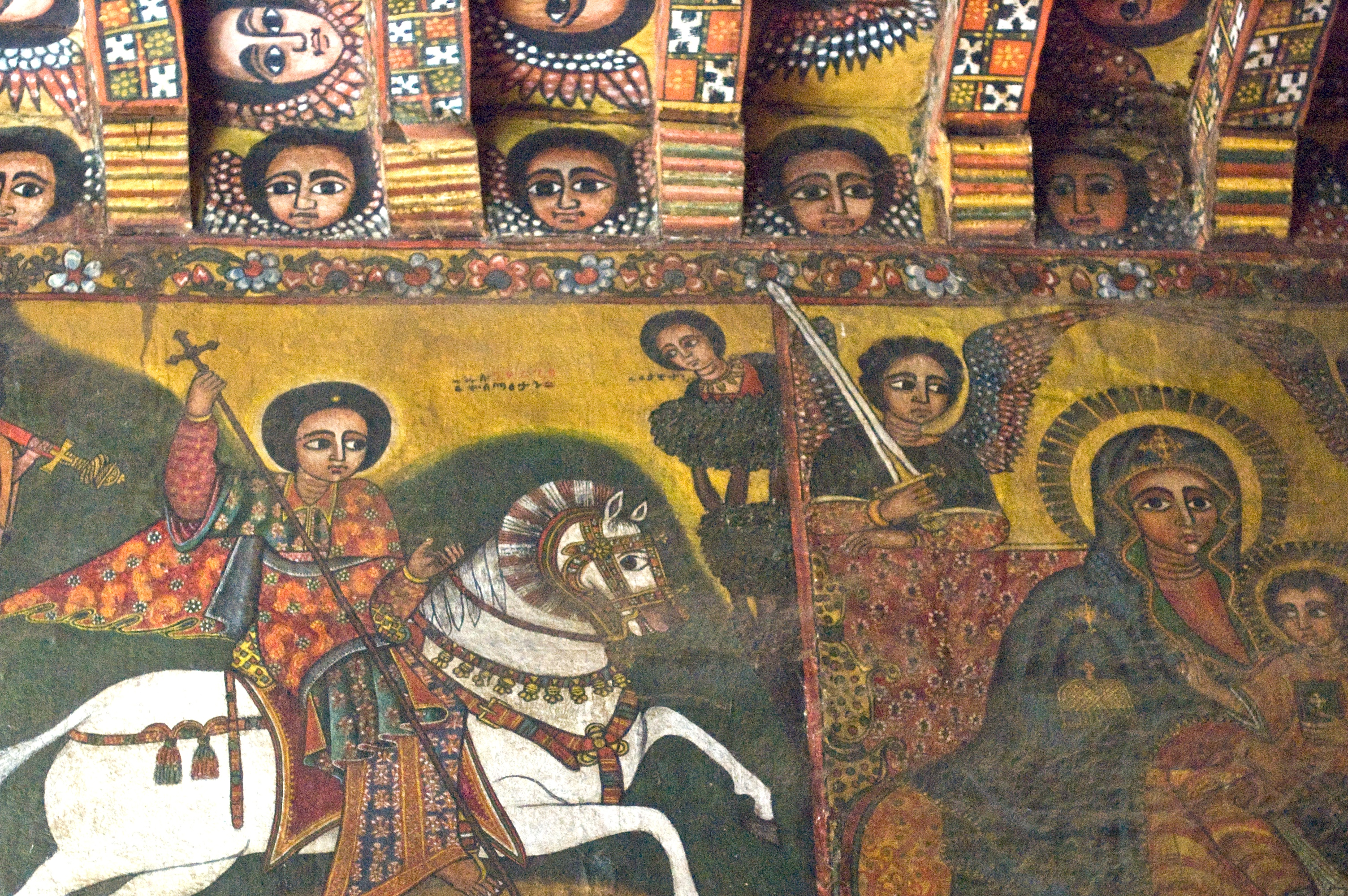
جداريَّة اثيوبيَّة تصور القديس جرجس ومريم العذراء.

تُرجِع الكنيسة الأثيوبية بوادر دخول الديانة المسيحية إلى البلاد إلى القرن الأول الميلادي، حيث دخلت المسيحية وفقًا للتقاليد إلى المنطقة مباشرةً بعد العنصرة. يتحدث يوحنا ذهبي الفم عن «الإثيوبيين الموجودين في القدس» وعلى قادرتهم على فهم وعظ بطرس في سفر أعمال الرسل. وتشير التقاليد عن البعثات المحتملة لبعض تلاميذ المسيح في الأراضي التي تسمى الآن إثيوبيا في وقت مبكر من القرن الرابع. وضم سقراط من القسطنطينية إثيوبيا في قائمته كواحدة من المناطق التي بشَّر بها متى، وتقول تقاليد الكنيسة الإثيوبية أن برثولماوس رافق متى في مهمة استمرت لمدة ثلاثة أشهر على الأقل. كما ويروي الكتاب المقدس في سفر أعمال الرسل الفصل الثامن قصة تبشير وعماد أحد الموظفين الكبار في مملكة الحبشة على يد الشماس فيليبس.
تشير التقاليد المسيحية أنَّ فرومينتيوس قد نجا مع شقيقه ايديسيوس من حادث غرق سفينة قبالة السواحل الإريتيرية، وبعد أن عثر عليهم السكان المحليون بيعوا كعبيد للقصر الملكي وكان يعتلي العرش آنذاك الملك أكسوم، وبعد مدة حظا الشقيقان بنعمة من الملك برفعهما إلى منزلة الثقة حيث قاما بتبشيره بالمسيحية، على إثر ذلك أرسل فرومينتيوس لفرومينتيوس إلى الإسكندرية من قبل الملك أكسوم للقاء البطريرك أثناسيوس حاملاً إليه طلب الملك بتنصيب أسقف للمملكة، قبل أثناسيوس طلب الملك وقام برسامة فرومينتيوس لفرومينتيوس نفسه كأول أسقف على أثيوبيا، ومنذ ذلك الوقت وحتى عام 1959 كان بطريرك الأسكندرية للأقباط الأرثوذكس يلقب برئيس أساقفة الكنيسة الأثيوبيا.

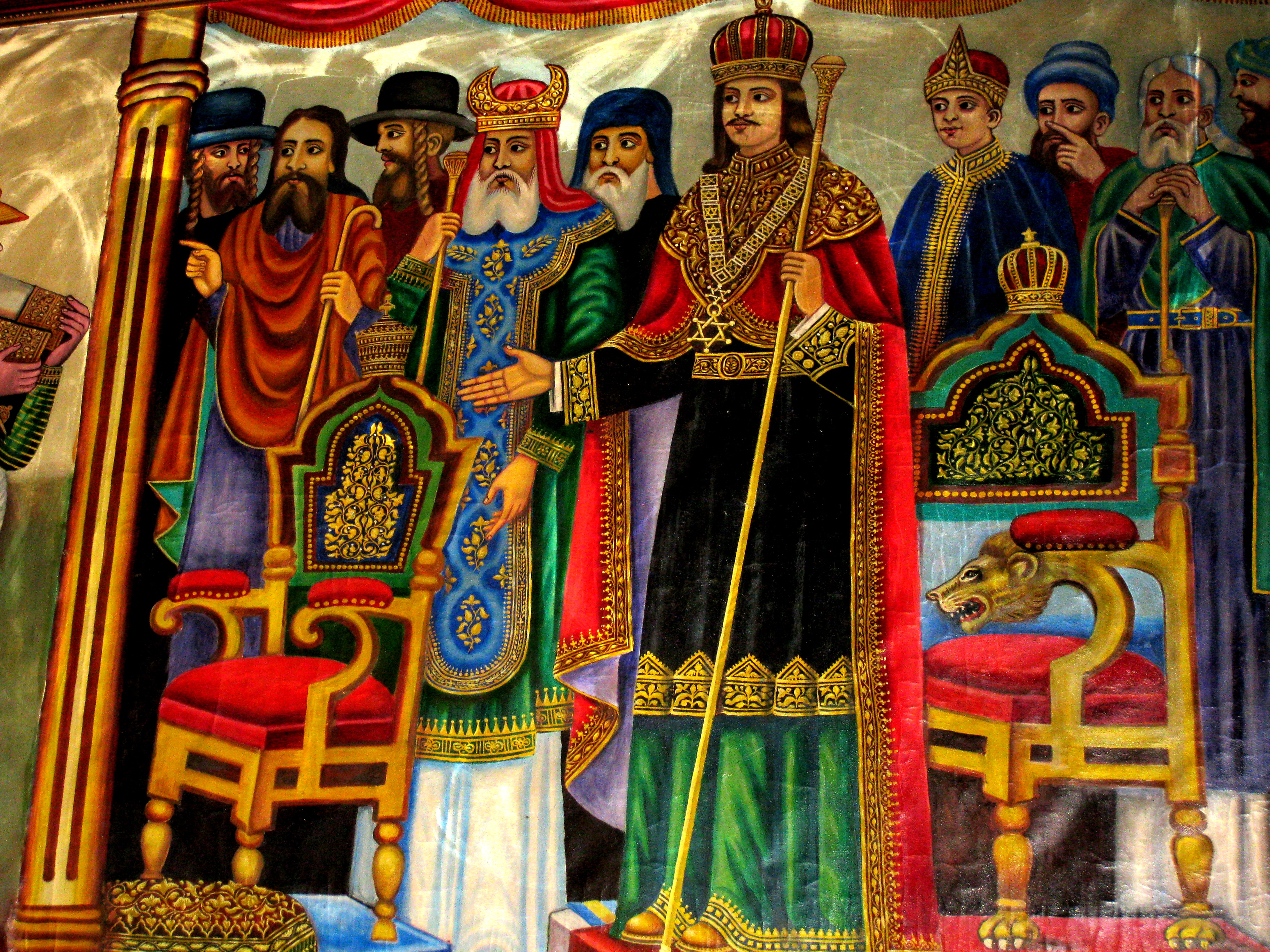
لعبت السلالة السليمانية دور هام في تاريخ المسيحية في إثيوبيّا.

في القرن الرابع أصبحت الديانة المسيحية الديانة الرسمية لمملكة أكسوميت الأثيوبية في أيام الملك إيزانا، وذلك بفضل جهود التبشيرية لفرومينتيوس السرياني الأصل. في عام 325 تبنّت مملكة أكسوم الديانة المسيحيّة رسميًا، وهي تعتبر من أوائل الممالك التي تحولت بالكامل إلى المسيحية. سياسًا ارتبطت كنيسة التوحيد الأرثوذكسية الإثيوبية في السياسية، فمثلًا حصلت السلالة السليمانية في إثيوبيا على الشرعية من كنيسة التوحيد الأرثوذكسية الإثيوبية باعتبارها من سلالة الملك داود وسليمان، فأرتبطت الكنيسة والدولة ارتباطًا وثيقًا في المملكة الإثيوبيَّة. استمر اتحاد الكنيسة الأثيوبية مع كنيسة الأقباط الأرثوذكس حتى بعد سيطرة العرب المسلمين على أراضي مصر، واستمرت المراسلات ما بين بطاركة الإسكندرية وملوك الحبشة والنوبا. ومع ظهور الإسلام في القرن السابع الميلادي، أصبح المسيحيون الإثيوبيون معزولين عن بقية العالم المسيحي. وكان يتم تعيين رئيس الكنيسة الإثيوبية من قبل بطريرك الكنيسة القبطية في مصر، وكان للرهبان الإثيوبيين بعض الحقوق في كنيسة القيامة في القدس. كانت إثيوبيا المنطقة الوحيدة في أفريقيا التي نجت من توسيع الإسلام كدولة مسيحية.
عرفت الكنيسة الإثيوبية بكثرة أديرتها، وهي مؤسسات قديمة عامرة بالرهبان، الذين تركوا العالم لكي يصلُّوا ويصوموا ويشتركوا في الاحتفال الأسبوعي ”القداس“، وهي نفس الكلمة في اللغة الجعزيَّة، أي ليتورجية الإفخارستيا في الكنيسة. ويصف العلماء الأكاديميون المعنيُّون بالشئون الإثيوبية الروحانيةَ الإثيوبية الأرثوذكسية بأنها تُركِّز حول الصلاة الداخلية في القلب والشركة في القداس الإلهي، فهي روحانية باطنية رهبانية. ويُقارنون بينها وبين الروحانية في العالم الغربي، التي تُمارِس ”التبشير“ و”الخدمة“ أكثر من الروحانية الباطنية. وتتوفر بعض المدونات التاريخية عن الوجود الإثيوبي في القدس، فبعد الفتح الإسلامي عام 636، أصدر الخليفة عمر بن الخطاب فرماناً، حدد فيه حقوق المسيحيين في القدس من بينها حقوق الكنيسة الإثيوبية.

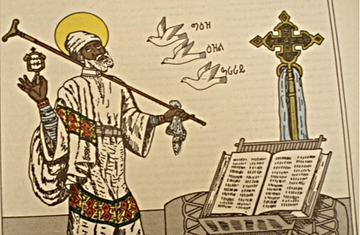
الراهب القديس يارد؛ كتب العديد من الترانيم والموسيقى المقدسة الأرثوذكسيَّة.

انعقد مجمع مسكوني في أفسس سنة 431 حرم نسطور الذي آمن بالثالوث الأقدس لكنه اعتقد أن الابن الموجود منذ الأزل هو غير يسوع، وأن هذا الابن الأزلي قد حلّ في شخص يسوع عند عماده وبالتالي فقد علّم نسطور وجود شخصين في المسيح ودعا العذراء والدة المسيح وليس والدة الله، وقد تعرض أتباعه لاضطهادات شديدة؛ وبعد ثمان سنوات فقط في سنة 439 انعقد مجمع آخر في أفسس يدعوه الأرثوذكس المشرقيون مجمع أفسس الثاني في حين يرفض الكاثوليك والروم الأرثوذكس الاعتراف به، انعقد هذا المجمع بشكل رئيسي لتحديد صيغة إيمان نهائية لطريقة اتحاد طبيعتي المسيح البشرية والإلهية في شخصه، وأقر نظرية البطريرك كيرلس الأول الإسكندري، التي وجدت أن النتيجة الطبيعية لاتحاد طبيعتين هي طبيعة واحدة دون الخلط بخصائص الطبيعتين. ولكن هذه العقيدة تمت معارضتها في روما والقسطنطينية، اللتين دعتا إلى مجمع آخر سنة 451 هو مجمع خلقيدونية الذي أعاد تنظيم علاقة البطريركيات ببعضها البعض وأقر صيغة البابا ليون الأول القائلة بأن طبيعتي المسيح رغم اتحداهما قد لبثتا طبيعتين بشكل يفوق الوصف كاتحاد النور والنار، وألغى المجمع المذكور مقررات المجمع السابق وسحب شرعية الاعتراف به، فحصل الانقسام الثاني في الكنيسة وتشكلت عائلة الكنائس الأرثوذكسية المشرقية مع رفض أعضائها قبول مقررات المجمع الخلقيدوني، ورغم هذا فإن الانقسام النهائي الإدراي لم يتم حتى العام 518 عندما عزل بطريرك أنطاكية ساويريوس لكونه من أصحاب الطبيعة الواحدة، في مجمع محلي عقد في القسطنطينية، أعقبه رفض البطريرك لهذا القرار وانتقاله إلى مصر حيث أدار جزءًا من الكنيسة في حين أدار بطريرك خليقدوني القسم الآخر منها، وما حصل في أنطاكية حصل أيضًا في الإسكندرية. شكّل أصحاب الطبيعة الواحدة أو المونوفيزيون قاعدة شعبية كبيرة في مصر، الحبشة، أرمينيا وبدرجة أقل في سوريا والهند.

### العصور الوسطى

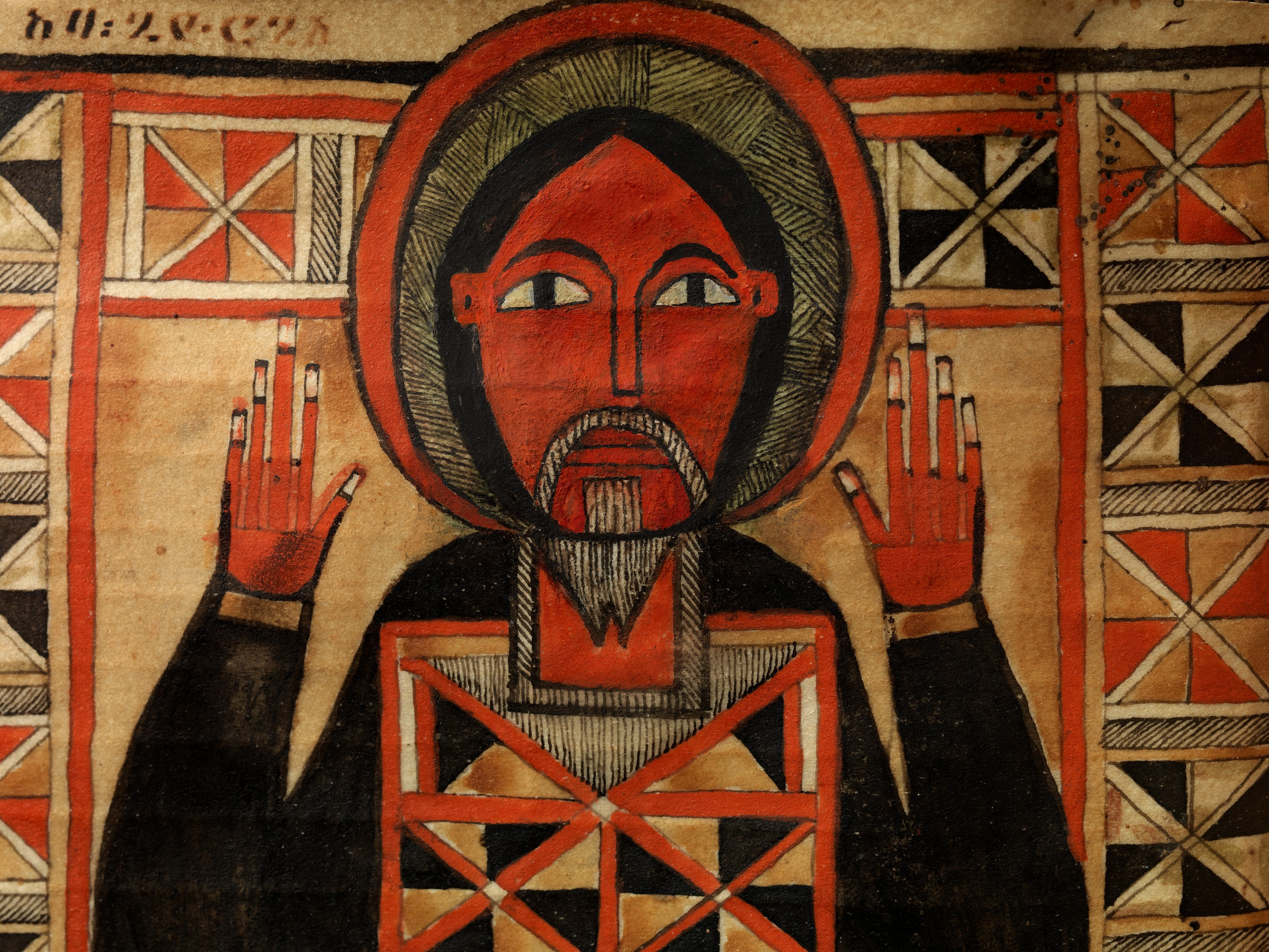
القديس جيورجيس سيجلا؛ كان لجيورجيس تأثير كبير على التقويمات الرهبانية الإثيوبية، والترانيم والأدب الجعزي. ويعتبر واحدًا من أهم كتاب إثيوبيا في القرن الخامس عشر.

استمر اتحاد الكنيسة الأثيوبية مع كنيسة الأقباط الأرثوذكس حتى بعد سيطرة العرب المسلمين على أراضي مصر، واستمرت المراسلات ما بين بطاركة الإسكندرية وملوك الحبشة والنوبة. كذلك شارك مملثون عن كنيسة التوحيد الأرثوذكسية الإثيوبية في انتخاب بطريرك الكنيسة القبطية أربع وعشرون ممثلاً معينين من قبلها. أما بالنسبة للعملية ذاتها فهي تقسم إلى مرحلتين، المرحلة الأولى هي اجتماع المولجين الانتخاب في دار البطريركية بالقاهرة للإدلاء بأصواتهم، وبعد فرز الأصوات ينتقل من حصل على أعلى ثلاث أصوات إلى المرحلة التالية التي تقام في الأحد الأول للحدث، وهي القرعة بين الأسماء الثلاث المرشحة لاختيار أحدها، بعد أداء صلوات مخصوصة بالمناسبة في حال لم يحصل أي مرشح على توافق عام الناخبين. ازدهرت الحياة الرهبانية في إثيوبيا خلال العصور الوسطى حيث انقطع الرهبان والراهبات إلى الممارسات الروحية الخاصة، فالصلوات الخاصة جزء مهم جدًا من الحياة الرهبانية في الكنيسة الإثيوبية، في حين يفضل البعض الآخر قضاء وقتهم في الدراسة. وأدى أدى وجود زواج رجال الدين في الكنيسة الإثيوبية إلى نشوء طبقة وراثية وكانت على رأس الطبقات الاجتماعية في البلاد، وكانت طبقة إكليروس الكنيسة الإثيوبية أشبه بطبقة النبلاء وتمتعت بمستوى ثقافي عال. وقام مكسيم رودنسون قام بتفسير شدّة تعلّق الثقافة الأثيوبية ككل، بأسفار العهد القديم من الكتاب المقدّس، على أنها نتيجة محاكاة نصيّة لهذه الأسفار، أكثر منها نتيجة لتأثيرات يهودية مباشرة وحيّة. فالملحمة الأثيوبية «مجد النجاشية» تنطلق من زواج الملك سليمان من ملكة سبأ (الحبشية هنا)، التي عادت من بيت المقدس بابن آخر في بطنها من سليمان، هو منليك الأوّل، وإلى منليك هذا أعادت السلالة السليمانية أصلها، هي التي تنسّب إليها كل الأباطرة من القرن الثالث عشر.
مع نهاية القرن الخامس عشر فتحت البعثات الاستكشافية القادمة من البرتغال على وجه الخصوص الباب أمام المبشرين الكاثوليك للنشاط في منطقة القرن الأفريقي، وبما أن الكنيسة المسيحية في البلاد كانت قائمة بالفعل، فإن معظم المحاولات التبشيرية لم تكن معنية بتحويل غير المسيحيين، بل ضم الكنيسة القائمة إلى سلطة الكرسي الرسولي. ولكن هذه المهمات فشلت في نهاية المطاف بسبب التعلق القومي الديني للإثيوبيين، والإيمان بمعتقد الميافيزية والعلاقة الصارمة بين الصراعات الدينية والسياسية. لكن لاحقاً استطاع هؤلاء المبشرون اللاتين في عهد البابا أوربان الثامن من اجتذاب عدد من المسيحيين المحليين وتأسيس الكنيسة الأثيوبية الكاثوليكية، من خلال رسامة أول بطريرك لهم سنة 1622، لكن هذه الحركات اصطدمت بمعارضة سكان البلاد خصوصًا مع إحلال الطقوس اللاتينية بدلاً من الطقوس المحلية، وانتهت بطرد البطريرك المحلي من البلاد سنة 1636. خلال العصور الوسطى ارتبطت أثيوبيا مع أسطورة الكاهن يوحنا في الوعي الأوروبي المسيحي، حيث اكتشف المستكشفون حضارة مسيحية واسعة الانتشار في إثيوبيا. وعوَّل المبشرين اليسوعيين على كثلكة البلاد بسبب كونّ الكنيسة الحبشية أقرب كنائس الشرق إليهم، نظراً لتقيّدها بالإطار التوراتيّ، وعزلتها النسبية.

### العصور الحديثة

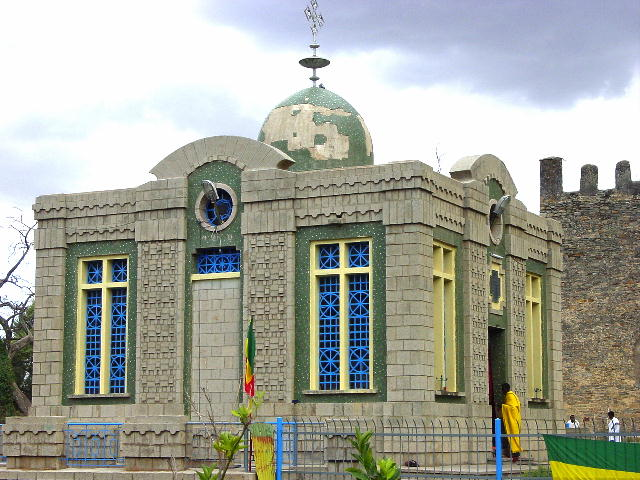
مصلى تابوت العهد في كنيسة سيدتنا مريم من جبل صهيون، في أكسوم، يُدّعى أنها تحتوي على تابوت عهد موسى وألواحه.

في عام 1862، قامت محاولات حثيثة لتنصير يهود الحبشة، ليس مباشرة من قبل الإمبراطور تيودروس الثاني، بل من قبل بعثات تبشيرية بروتستانتية سمح لها تيودروس الثاني بالعمل موقّتاً، شرط الالتزام بعمادة المهتدين في كنيسة التوحيد الأرثوذكسية الإثيوبية، وهو نوع من «تلزيم» فريد من نوعه في تاريخ الأديان، انسجم مع قناعة لدى المستشرقين البروتستانت بأنّ الكنيسة الحبشية أقرب كنائس الشرق إليهم، نظراً لتقيّدها بالإطار التوراتيّ، وعزلتها النسبية. وفي منتصف القرن التاسع عشر أطلقت الجماعة اللندنية حركة للتبشير بالمسيحية بين يهود بيتا إسرائيل وباعتماد من الحكومة الأثيوبية لكي يمكنهم دعوة غير امسيحيين. لم يُسمح لهذه الحركة إقامة كنيسة منفصلة واضطرت لجمع معتنقي المسيحية الجدد داخل الكنيسة الأثيوبية، إلا أن المبشرين أطلقوا على الذين تنصروا أسم «الإنجليز البروتستانت» بعدها ابعدوهم عن جماعتهم. وأطلق على يهود بيتا إسرائيل، والسلالة التي تركت اليهودية وتحولت إلى المسيحية في النصف الثاني من القرن التاسع عشر سواء كان ذلك طوعاً أو إكراهاً باسم الفلاشا مورا. وشهدت الكنيسة الإثيوبيًّة في القرن التاسع عشر سلسة من التطورات، من بينها ترجمة الكتاب المقدس باللغة الأمهرية.
في القرن التاسع عشر أخذت البعثات اللاتينية بالتوجه مجددًا نحو أثيوبيا، وفي العام 1839 أعلن جوستين دي جاكوب أن إعلان الاتحاد مع روما والإقرار بسلطة البابا لا يعني مطلقًا التخلي عن الطقوس الأثيوبية واستبدالها بطقوس لاتينية، لقيت هذه الحركة قبولاً واسع النطاق في أثيوبيا ما هيأ الجو لوجود ذاتية أثيوبية مستقلة فنشأت هذه الكنيسة بشكل رسمي تحت اسم الكنيسة الأثيوبية الكاثوليكية من جديد سنة 1930؛ وما ساعد في انتشار هذه الكنيسة احتلال إيطاليا لأريتيريا ومناطق من شمال أثيوبيا سنة 1936 وقد حاولت إعادة احلال الطقس اللاتيني مجددًا لكن طرد المبشرين اللاتين في أعقاب الحرب العالمية الثانية، أدى إلى إيقاف عملية التحوّل هذه، وتم الاعتراف النهائي بالطقوس المحلية المتعارف عليها سنة 1951، وفي 9 أبريل 1961 استحدثت أبرشيتين جديدتين إلى جانب أبرشية أديس أبابا، ثم استحدثت أبرشيتين أيضًا سنة 1995، أما في إرتيريا فقد انتشرت هذه الكنيسة بشكل أوسع، وعند التنظيمات الأولية سنة 1961 كانت تضم أبرشيتين ثم استحدثت أبرشية جديدة سنة 2003، وبهذا أصبحت هذه الكنيسة مؤلفة من ستة أبرشيات، ثلاثة منهم في أثيوبيا وثلاث في إرتيريا.
وفي عام 1439 م في عهد الملك زارا يعقوب قاد حوار ديني ما بين الأنبا جيورجيس وزائر فرنسي إلى إرسال سفارة من إثيوبيا إلى الفاتيكان. إن فترة التأثير اليسوعي والتي كسرت في أثناءها قنوات الاتصال مع الكنيسة القبطية كانت بداية لفصل جديد من تاريخ كنيسة أثيوبيا، حيث بدأ عمل الإرساليات الكاثوليكية في البلاد بدعم من البرتغاليين، وجاء ذلك الدعم كجزء من كفاح البرتغاليين ضد الدولة العثمانية المسلمة وضد سلطنة عدل الإسلامية الواقعة شرق إثيوبيا للسيطرة على طرق التجارة إلى الهند عبر البحر الأحمر.

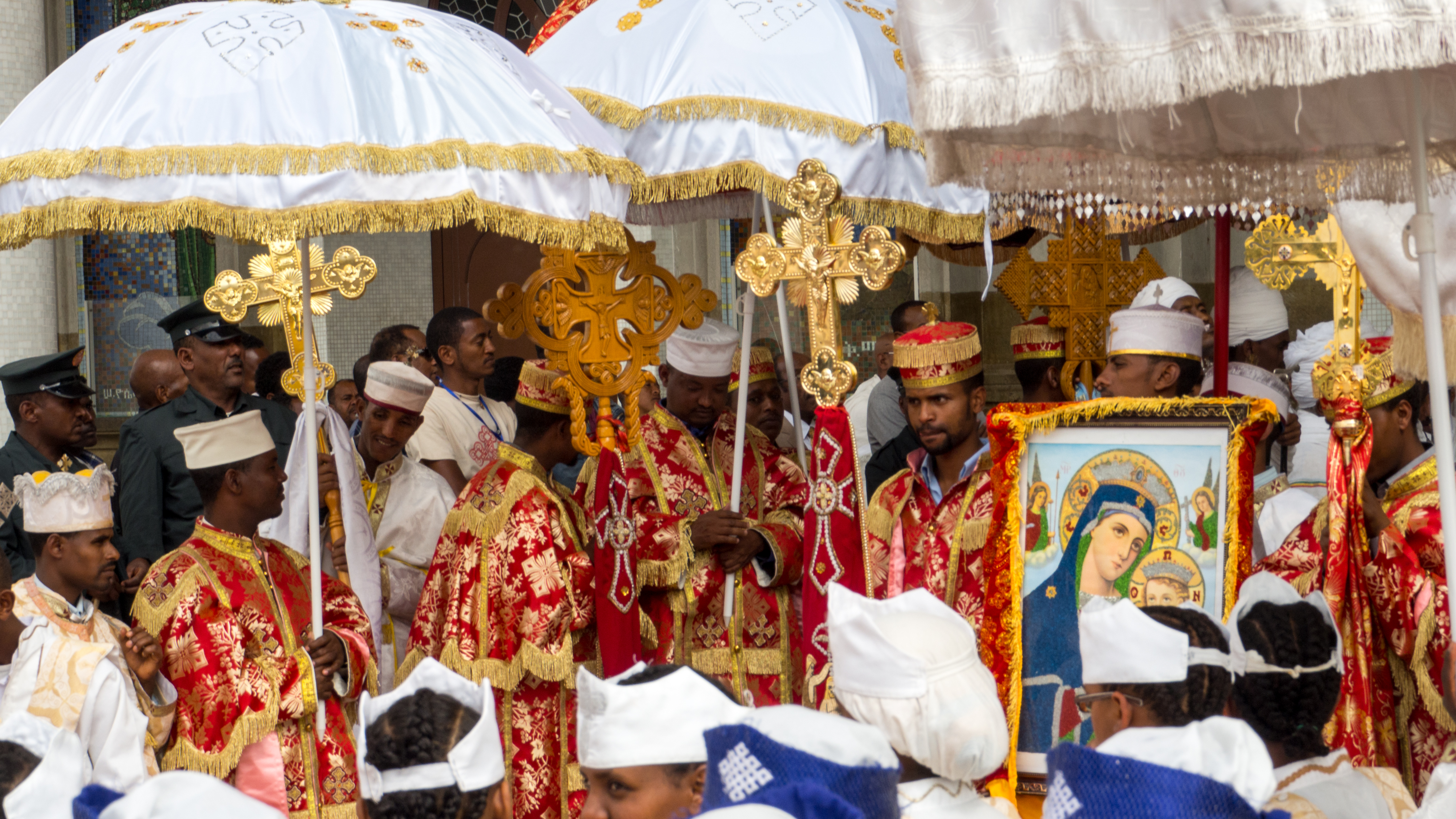
إحتفالات عيد الغطاس في أديس أبابا.

كانت هناك علاقة قديمة بين إثيوبيا والأرمن من خلال مذهب اللاخلقيدونية، لكن تطورت تلك العلاقة إلى أكثر من ذلك لتشمل الدبلوماسيين والتجار. وتحت قيادة هيلا سيلاسي بدأت إثيوبيا في التحديث والازدهار بسرعة، ولعب رجال الدين الأرمن ورجال الأعمال والتجار دوراً مهماً في تلك المرحلة. في عام 1924 زار هيلا سيلاسي كاتدرائية القديس يعقوب للأرمن في القدس، والتقى بأربعين طفلاً كانوا قد تيتموا بسبب الإبادة الجماعية للأرمن على يد الأتراك العثمانيين خلال الحرب العالمية الأولى. تم تعليم اليتامى الأربعين الموسيقى الأمهرية وشكلوا فيما بينهم فرقة الآلات النحاسية الإمبراطورية لأثيوبيا. ورغم عددهم الصغير، فقد كان لهم دور حاسم في دفع إثيوبيا للسير في طريق التحديث، من خلال المساعدة في تطوير أسلوب الجاز الإثيوبي المميز إلى العمل كخياطين وأطباء ورجال أعمال والعمل في البلاط الإمبراطوري.
لعب الإمبراطور هيلا سيلاسي دوراً بارزاً في إجراء المزيد من الإصلاحات للكنيسة الإثيوبية، بما في ذلك تشجيع توزيع ترجمة الكتاب المقدس أبو رومي في جميع أنحاء إثيوبيا، بالإضافة إلى خطواته لتحسين تعليم رجال الدين، والتي أدّت لاحقاً إلى تأسيس الكلية اللاهوتية لكنيسة الثالوث المقدس في ديسمبر من عام 1944. في تاريخ 13 يوليو 1948 م توصلت كل من الكنيستين القبطية والإثيوبية إلى اتفاق مهد لانفصال واستقلال الكنيسة الأثيوبية، حيث قام بطريرك الإسكندرية للأقباط في ذلك العام برسامة خمسة أساقفة لهذه الكنيسة وفوضهم بانتخاب بطريرك جديد لهم يكون له السلطان لاحقا لرسامة أساقفة جدد لكنيسته. وقد اكتملت فصول تلك الاتفاقية عندما قام بطريرك الأقباط البابا يوساب الثاني بإقامة باسيليوس رئيس أساقفة على الكنيسة الأثيوبية وهو من أصل أثيوبي في تاريخ 14 يناير 1951، وبعد ذلك عام 1959 قام بطريرك الكنيسة القبطية البابا كيرلس السادس بتتويج باسيليوس كأول بطريرك على كنيسة أثيوبيا الأرثوذكسية.
توفي البطريرك باسيليوس عام 1971 وخلفه في ذلك العام ثيوفيلوس، ومع سقوط الإمبراطور هيلا سيلاسي عام 1974 فصلت الكنيسة في إثيوبيا عن الدولة، وبدأت حكومة إثيوبيا الجديدة - الماركسية - بتأميم الأراضي بما في ذلك أراضي الكنيسة، وفي عام 1976 اُعتقل البطريرك ثيوفيلوس من قبل السلطات العسكرية وتم إعدامه بسرية في وقت لاحق من ذلك العام، فقامت الحكومة بأمر الكنيسة بانتخاب بطريركا جديدا لها فتم تتويج تيكلا هيمانوت على هذا المنصب، رفضت الكنيسة القبطية انتخاب ذلك البطريرك على اعتبار أن المجمع المقدس للكنيسة الأثيوبية لم يقر بعزل البطريرك السابق ثيوفيلوس، لآنه لم يكن يُعرف بعد للعلن بأنه تم إعدامه من قبل الحكومة فكان لايزال يُعتبر البطريرك الشرعي لإثيوبيا، وعلى إثر ذلك انقطعت وسائل الاتصال - على الصعيد الرسمي - بين الكنيستين. لم يتعامل البطريرك الجديد تيكلا هيمانوت مع الحكومة الإثيوبية بالسلاسة التي كانت تتوقعها منه، لذلك عندما توفي هذا البطريرك عام 1988 تم انتخاب ميركوريوس عضو البرلمان الإثيوبي الموالي للحاكم لهذا المنصب.

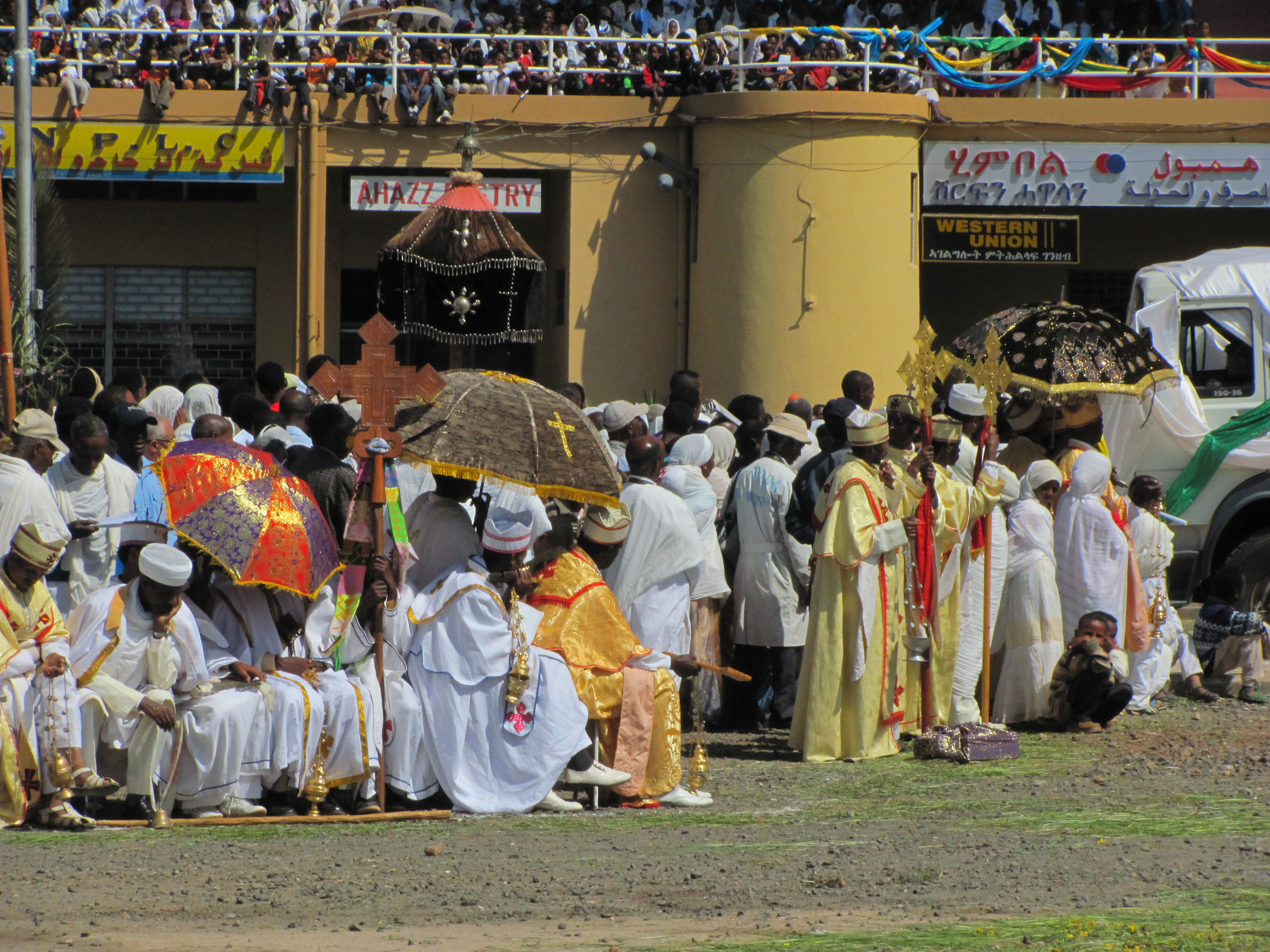
رهبان أرثوذكس خلال احتفالات دينية في مدينة لاليبلا.

في عام 1991 ومع سقوط نظام منغستو هيلا مريام الديكتاتوري وقدوم الجبهة الشعبية الديمقراطية الثورية الإثيوبية للحكم، عُزل البطريرك ميركوريوس بضغط من الشعب والحكومة وانتخبت الكنيسة باولس بطريركا جديدا لها، وفر البطريرك السابق ميركوريوس خارج البلاد وأعلن من منفاه بأن عزله تم بالإكراه وعلى ذلك فهو لايزال البطريرك الشرعي لإثيوبيا، تبعه إلى ذلك عدة أساقفة وشكلوا خارج إثيوبيا مجمعا مقدسُا لهم تعترف به عدة كنائس إثيوبية في أمريكا الشمالية وأوروبا وتعتبر بأن ميركوريوس هو البطريرك الحقيقي، بنما استمر المجمع المقدس الآخر داخل إثيوبيا يقر بشرعية البطريرك باولس. وبعد أن استقلت إريتريا عن إثيوبيا عام 1991 م أعلنت الكنيسة القبطية الأرثوذكسية انفصال كنيسة التوحيد الأرثوذكسية الإريترية، فأصبح لها بذلك مجمعها المقدس الخاص المستقل عن المجمع الأثيوبي الأم.
اعتباراً من عام 2005 أُنشأت العديد من الكنائس الإثيوبية الأرثوذكسية في جميع أنحاء الولايات المتحدة والدول الأخرى التي هاجر إليها الإثيوبيين. توفي البطريرك أبونا بولوس في 16 أغسطس من عام 2012، تلاه بعد أربعة أيام موت رئيس الوزراء ملس زيناوي. وفي 28 فبراير من عام 2013، اجتمعت كلية من الناخبين في أديس أبابا وقاموا بانتخاب أبونا ماتياس ليكون البطريرك السادس للكنيسة الإثيوبية الأرثوذكسيَّة. وفي 25 يوليو من عام 2018 أعلن مندوبون من البطريركية في أديس أبابا بإثيوبيا وتلك الموجودة في الولايات المتحدة، إعادة توحيدهم في واشنطن العاصمة بمساعدة رئيس الوزراء الإثيوبي آبي أحمد علي. وفي عام 2017 حصل آبي أحمد علي على جائزة «السلام والمصالحة» الخاصة من قبل الكنيسة الإثيوبية لعمله في التوفيق بين الفصائل المتنافسة داخل الكنيسة.

## الطوائف المسيحية

### الأرثوذكسية

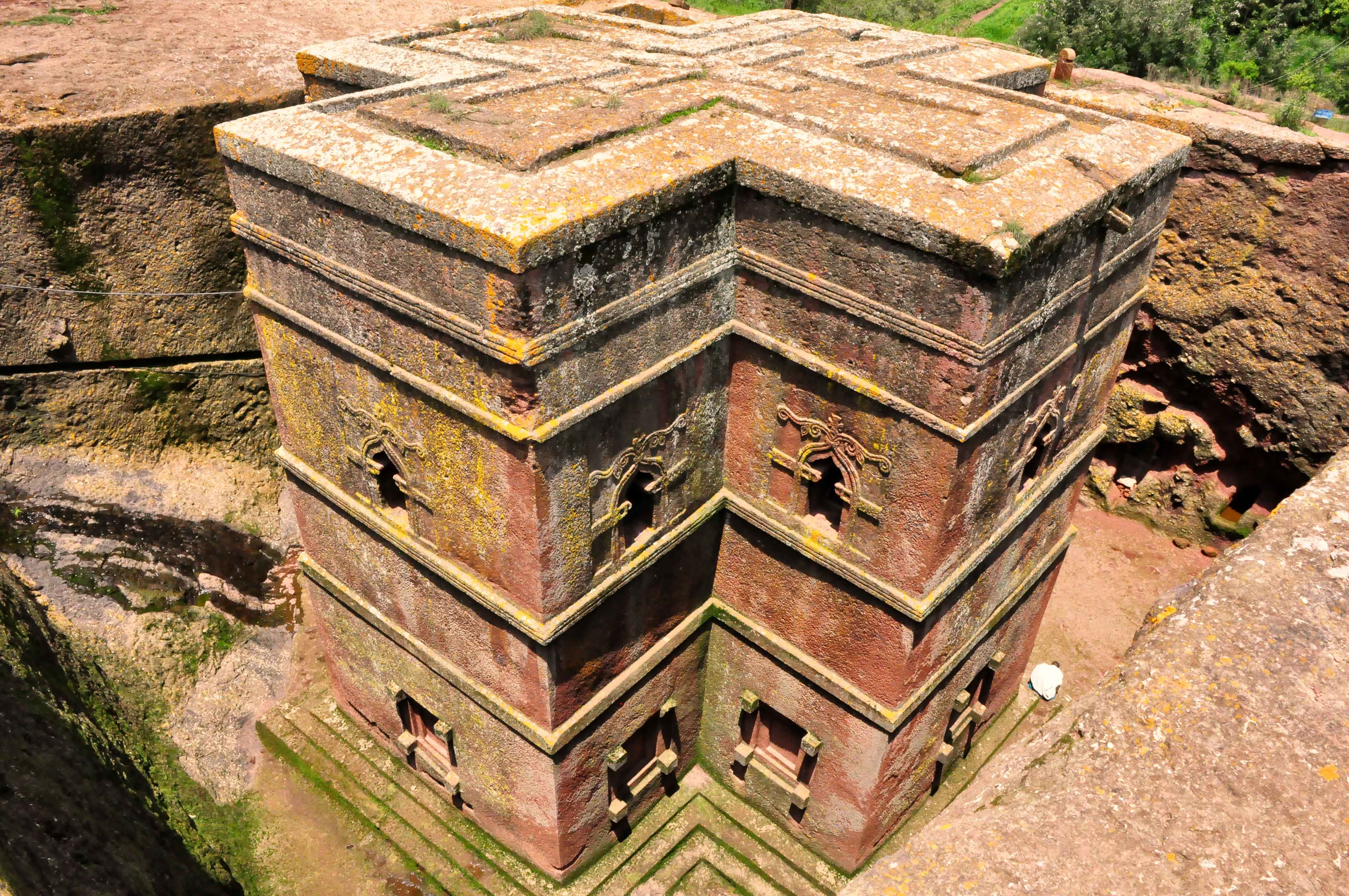
كنيسة بيت جرجس في مدينة لاليبلا؛ وتعتبر الكنيسة من مواقع التراث العالميّ.

تعد كنيسة التوحيد الأرثوذكسية الإثيوبية (بالأمهريَّة: የኢትዮጵያ:ኦርቶዶክስ:ተዋሕዶ:ቤተ:ክርስቲያን) الكنيسة الوطنية وأكبر طائفة مسيحيَّة في إثيوبيا، وهي أيضًا أكبر كنيسة أرثوذكسية مشرقية في العالم. وهي من أقدم الكنائس المسيحيَّة في أفريقيا جنوب الصحراء، حيث يعود تاريخ نشأتها إلى القرن الرابع. يقول مؤرخو الكنيسة أنه خلال أوائل الثلاثينيات من القرن الرابع، أخذ مسافر مسيحى من صور اسمه فرومينتيوس أسيرًا في مملكة أكسوم، الواقعة في شمال إثيوبيا وإريتريا. وبعد الإفراج عنه، ساعد على نشر المسيحية في المنطقة، وأصبح اسمه في وقت لاحق أول أسقف في أكسوم من بطريرك الإسكندرية. ومن ناحية العقائد، فإن الكنيسة الإثيوبية هي من الكنائس اللا خلقيدونية أي أنها تندرج ضمن عائلة وتقاليد الكنائس الأرثوذكسية المشرقية وتتقاسم المعتقدات ذاتها مع الأقباط الأرثوذكس والسريان الأرثوذكس وكنيسة الأرمن الأرثوذكس وكنيسة التوحيد الأرثوذكسية الإريترية بشكل رئيسي. ووجدت دراسة قامت بها مركز بيو للأبحاث عام 2017 أن إثيوبيا تضم ثاني أكبر تجمع سكاني أرثوذكسي في العالم مع حوالي 35.7 مليون نسمة. ويشكل أتباع الأرثوذكسية الغالبية العظمى في كل من إقليم تيغراي (95.6%) وأمهرة (82.5%). كانت كنيسة التوحيد الأرثوذكسية الإثيوبية مساهمًا رئيسيًا في التنمية الوطنية في مجالات الاستقلال، والتقدم الاجتماعي، والوحدة الوطنية والتمكين، والتطوير الأدبي، والفنون، والهندسة المعمارية، والموسيقى، والنشر، والإعلان عن اللغة والقيادة الوطنيَّة، وكان لها مساهمة روحيَّة وعسكريَّة في حياة البلاد.
تتبع الكنيسة القداس الإلهي على شكل ثلاث نصوص للقدّاس المتبع في الكنيسة القبطية الأرثوذكسية، أقدمها هو قدّاس البابا كيرلس الأول؛ بحسب التقليد الكنسي فإن القديس مرقس مؤسس الكنيسة هو من وضع نصوص هذا القدّاس باليونانية وتم تناقله شفهيًا بين الأساقفة والقسس حتى تم تدوينه أول الأمر في القرن الرابع وإرساله إلى أثيوبيا ليتمكن مسيحيوها من أداءه. أحد العوامل المميزة للأرثوذكسية الإثيوبية هو استخدامها للممارسات المتجذرة في اليهودية. على سبيل المثال، يحافظ الإثيوبيين الأرثوذكس على السبت اليهودي، ويختنون ذكورهم في اليوم الثامن بعد الولادة، ويتبعون القوانين الغذائية التوراتيَّة. وبالإضافة إلى ذلك، ترتبط كنيسة التوحيد الأرثوذكسية الإثيوبية بعلاقة تاريخية مع الملك سليمان، حيث يُعتقد أنَّ ابنه مينليك الأول، أصبح إمبراطورًا على إثيوبيا قبل حوالي 3000 سنة، ويقال إنه أخذ تابوت العهد من القدس إلى إثيوبيا.
وجدت دراسة قامت بها مركز بيو للأبحاث عام 2017 أنَّ حوالي 99% من الإثيوبيين الأرثوذكس يؤمنون في الله، وحوالي 98% منهم يعتبرون للدين أهميَّة في حياتهم، وقد وجدت الدراسة التي قامت بها مركز بيو للأبحاث عام 2017 أنَّ حوالي 78% من الإثيوبيين الأرثوذكس يُداومون على حضور القداس على الأقل مرة في الأسبوع، في حين أنَّ 65% من الإثيوبيين الأرثوذكس يُداومون على الصلاة يوميًا. وقد وجدت الدراسة أيضًا أنَّ حوالي 87% من الإثيوبيين الأرثوذكس يصوم خلال فترات الصوم. ويقدم حوالي 57% منهم الصدقة أو العُشور، ويملك حوالي 73% من الإثيوبيين الأرثوذكس يملكون أيقونات مقدسة في منازلهم، ويرتدي 93% الرموز المسيحيَّة. عمومًا يؤمن 97% من الإثيوبيين الأرثوذكس بالجنة، في حين يؤمن 92% منهم بجهنم. ويعتبر حوالي 82% من الإثيوبيين الأرثوذكس أن المثلية الجنسية، ويعتبر 93% أن الدعارة عمل غير أخلاقي، ويعتبر حوالي 83% الإجهاض عمل غير أخلاقي، ويعتبر حوالي 55% أن شرب الكحول عمل غير أخلاقي، في حين يعتبر حوالي 92% العلاقات الجنسية خارج إطار الزواج ممارسة غير أخلاقية، ويعتبر حوالي 70% الطلاق عمل غير أخلاقي.

### البروتستانتية

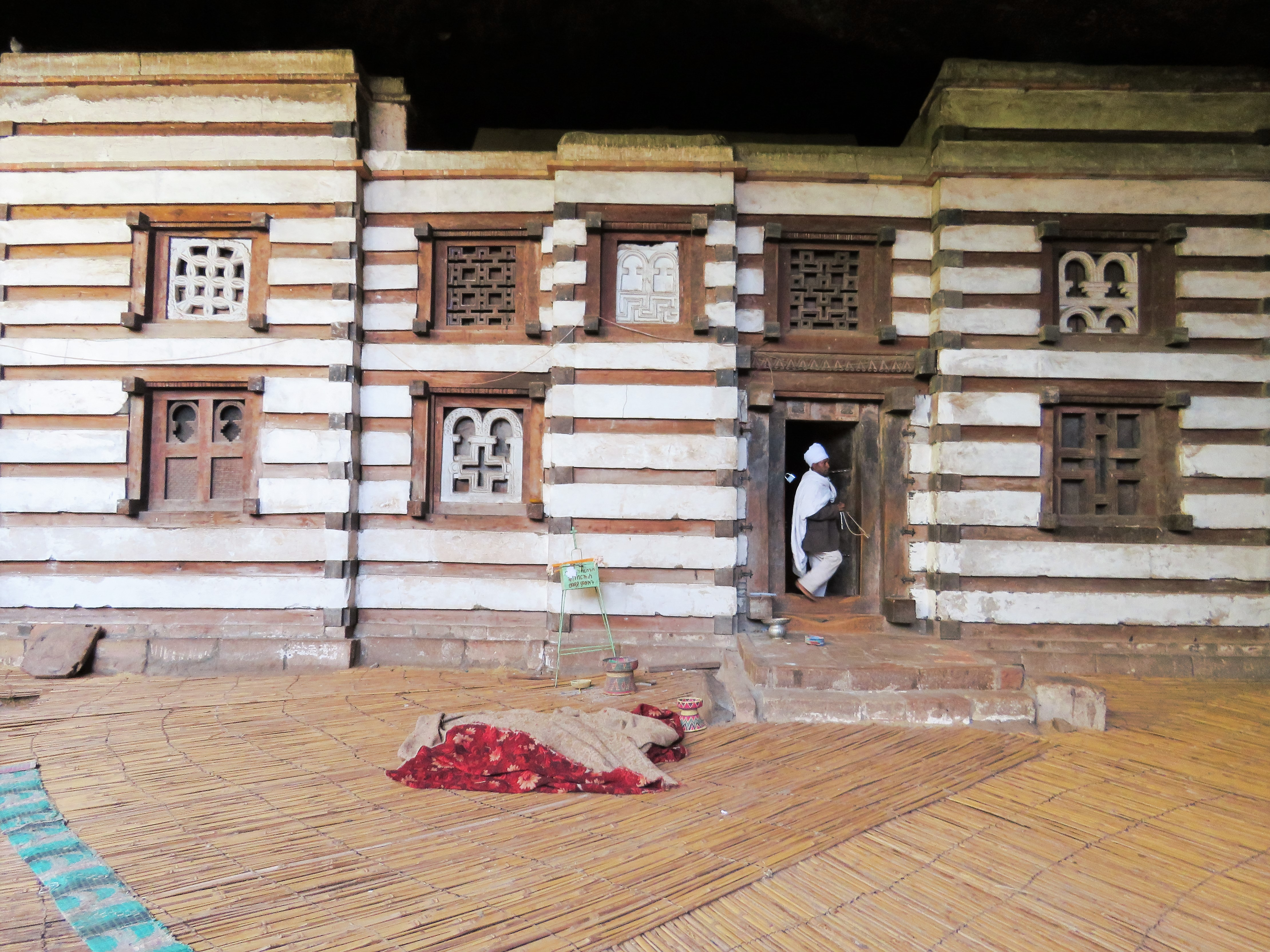
كنيسة يمريهانا كريستوس.

وفقًا للتعداد السكاني من عام 2007 شكل البروتستانت حوالي 18.6% بالمقارنة مع حوالي 10.1% في التعداد السكاني من 1994. ويشكل البروتستانت حوالي 55.5% من مجمل سكان الأمم الجنوبية وحوالي 17.7% من مجمل سكان أوروميا. وبحسب دراسة تعود إلى عام 2015 حوالي 400,000 مواطن مُسلم إثيوبي تحول إلى المسيحية معظهم على مذهب البروتستانتيَّة. يعود حضور الطوائف البروتستانتية في البلاد إلى أواخر القرن التاسع عشر وأوائل القرن العشرين مع وصول البعثات التبشيرية البروتستانتية القادمة من أوروبا وأمريكا الشمالية. وركز هؤلاء المبشرين بالعمل في جنوب إثيوبيا، حيث كان التأثير المسيحي الأرثوذكسي أقل عمقًا. وكانت إستراتيجية المبشرين تأسيس كنيسة بروتستانتية في إثيوبيا. في الوقت الذي كان الإمبراطور هيلا سيلاسي يتطلع إلى تحديث وتعزيز التقدم في الدولة، كانت البعثات الأجنبية والمحلية البروتستانتية أداة للحداثة وتبني أسلوب الحضارة الغربية. في الواقع، كتب سيلاسي في سيرته الذاتية أنه «سمح بالبعثات البروتستانتية فقط بسبب جهودها في مجال التعليم والرعاية الصحية». وتولي العديد من الأشخاص ممن درسوا في المدارس البروتستانتية مناصب إدارية وبالتالي ساعدوا في عدم إصدار أي تشريع ضد البعثات البروتستانتية. وفي حين أن الكنيسة الأرثوذكسية لها تاريخ طويل في إثيوبيا وشكلت الكثير من ثقافة المركز، الأ أنه كان هناك جيوب كبيرة من الثقافات التي لم تتأثر من الكنيسة الأرثوذكسية، وخاصًة في المناطق الطرفية حيث شهدت البعثات البروتستانتية نموًا كبيرًا، مثل مناطق في الجنوب والغرب. ولعب أونيسيموس نسيب، أحد المبشرين الإثيوبيين البارزين، دورًا حاسمًا في المساعدة بهذا الانتشار. حيث كان نشطًا في عمله في نشر الإنجيل إلى المناطق الهامشية في البلاد والتي كان من الصعب الوصول إليها وتقييدها من قبل الحكومة، وكان أيضًا أول شخص لترجمة الكتاب المقدس بأكمله إلى لغة الأورومو، وهي أكبر مجموعة إثنية في إثيوبيا.

### الكاثوليكية

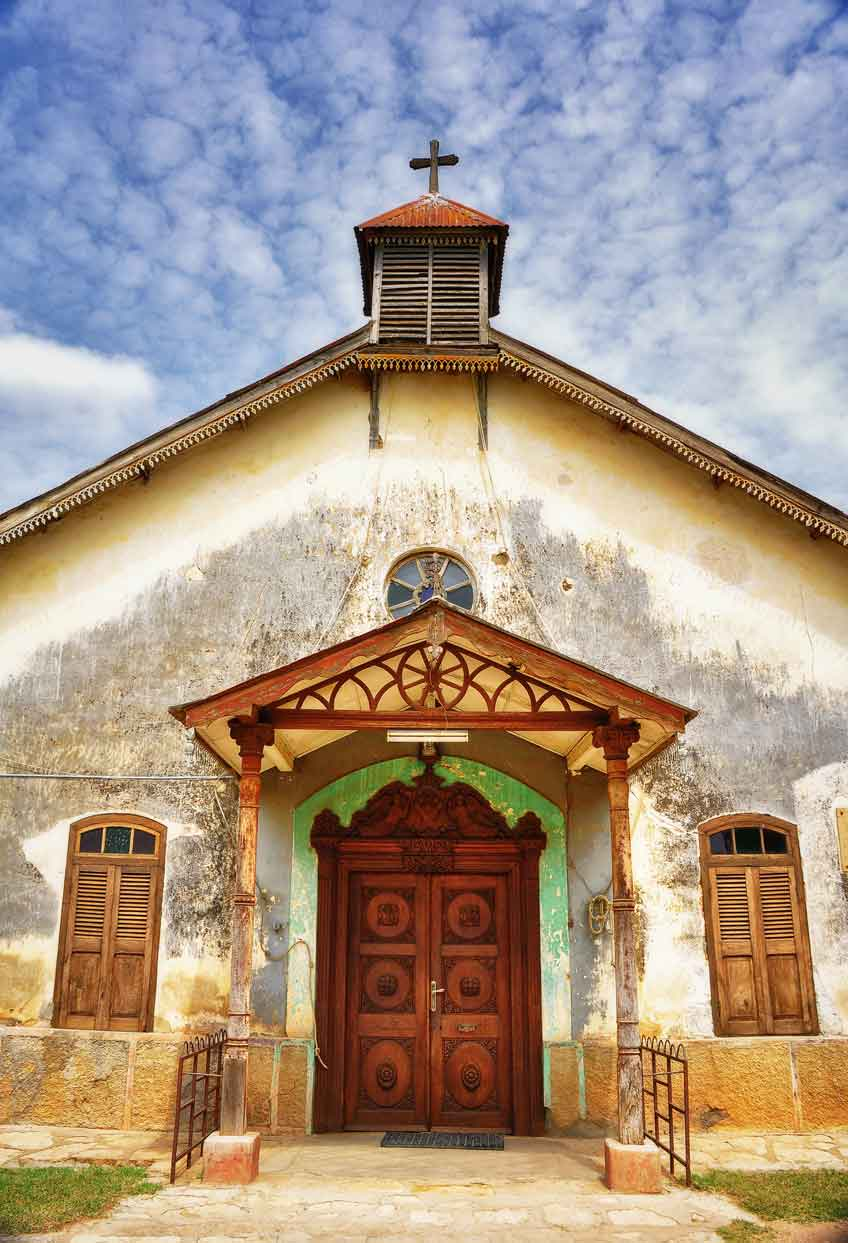
كنيسة كاثوليكية في إثيوبيا.

وفقًا للتعداد السكاني من عام 2007 شكل الكاثوليك حوالي 0.7% من السكان. يتنمي معظم كاثوليك البلاد إلى الكنيسة الأثيوبية الكاثوليكية وهي إحدى الكنائس الكاثوليكية الشرقية، تعتبر الوحيدة التي تتبع الطقس الأثيوبي في الصلوات، والثانية مع كنيسة الأقباط الكاثوليك في أفريقيا برمتها؛ وتشمل حدودها القانونية كل من أثيوبيا وإرتيريا في حين تعتبر الأبرشيات خارج هذين البلدين من أبرشيات الاغتراب. وضمت الكنيسة حوالي 610,714 عضوًا في عام 2010، مقسمون على 7 أبرشيات في 207 رعايا، ويدرس اللاهوت حاليًا 344 رجل. تقترب هذه الكنيسة مع الكنائس الأرثوذكسية المشرقية من حيث الطقوس والصلوات العامة، لكنها تختلف معها بالإقرار بسيادة البابا في الفاتيكان، وبرفض مجمع أفسس الثاني والإقرار بصيغة مجمع خلقيدونية حول صيغ اتحاد طبيعتي المسيح ببضعهما البعض.
يعود الحضور الكاثوليكي في البلاد مع نهاية القرن الخامس عشر حيث فتحت البعثات الاستكشافية القادمة من البرتغال على وجه الخصوص الباب أمام المبشرين الكاثوليك للنشاط في منطقة القرن الأفريقي، واستطاع هؤلاء المبشرون اللاتين في عهد البابا أوربان الثامن من اجتذاب عدد من المسيحيين وتأسيس الكنيسة الأثيوبية الكاثوليكية، من خلال رسامة أول بطريرك لهم سنة 1622، لكن هذه الحركات اصطدمت بمعارضة سكان البلاد خصوصًا مع إحلال الطقوس اللاتينية بدلاً من الطقوس المحلية، وانتهت بطرد البطريرك المحلي من البلاد سنة 1636. لاحقًا، وفي القرن التاسع عشر أخذت البعثات اللاتينية بالتوجه مجددًا نحو أثيوبيا، وفي العام 1839 أعلن جوستين دي جاكوب أن إعلان الاتحاد مع روما والإقرار بسلطة البابا لا يعني مطلقًا التخلي عن الطقوس الأثيوبية واستبدالها بطقوس لاتينية، لقيت هذه الحركة قبولاً واسع النطاق في أثيوبيا ما هيأ الجو لوجود ذاتية أثيوبية مستقلة فنشأت هذه الكنيسة بشكل رسمي تحت اسم الكنيسة الأثيوبية الكاثوليكية من جديد سنة 1930؛ وما ساعد في انتشار هذه الكنيسة احتلال إيطاليا لأريتيريا ومناطق من جنوب أثيوبيا سنة 1936 وقد حاولت إعادة احلال الطقس اللاتيني مجددًا لكن طرد المبشرين اللاتين في أعقاب الحرب العالمية الثانية، أدى إلى إيقاف عملية التحوّل هذه، وتم الاعتراف النهائي بالطقوس المحلية المتعارف عليها سنة 1951، وفي 9 أبريل 1961 استحدثت أبرشيتين جديدتين إلى جانب أبرشية أديس أبابا.

## ديموغرافيا

### النسب
| السنة | مجمل المسيحيون | أرثوذكس | بروتستانت | كاثوليك |
| ----- | -------------- | ------- | --------- | ------- |
| 1994  | 61.6%          | 50.6%   | 10.1%     | 0.9%    |
| 2007  | 62.8%          | 43.5%   | 18.6%     | 0.7%    |
| النمو | 1.2%           | -7.1%'  | 8.5%      | -0.2%   |

### التعداد
| السنة | مجمل المسيحيون | أرثوذكس    | بروتستانت  | كاثوليك |
| ----- | -------------- | ---------- | ---------- | ------- |
| 1994  | 32,689,482     | 26,844,932 | 5,366,360  | 478,190 |
| 2007  | 46,420,822     | 32,154,550 | 13,748,842 | 517,430 |
| النمو | 13,731,340     | 5,309,618  | 8,382,482  | 39,240  |

### الانتشار حسب الإقليم
|                   | 1994           | 2007           | 1994    | 2007    | 1994        | 2007        | 1994      | 2007      |
| المنطقة           | مجمل المسيحيون | مجمل المسيحيون | أرثوذكس | أرثوذكس | البروتستانت | البروتستانت | الكاثوليك | الكاثوليك |
| ----------------- | -------------- | -------------- | ------- | ------- | ----------- | ----------- | --------- | --------- |
| أديس أبابا        | 86.65%         | 83.0%          | 82.0%   | 74.7%   | 3.87%       | 7.77%       | 0.78%     | 0.48%     |
| منطقة عفر         | 4.4%           | 4.7%           | 3.9%    | 3.9%    | 0.4%        | 0.7%        | 0.1%      | 0.1%      |
| أمهرة             | 81.6%          | 82.7%          | 81.5%   | 82.5%   | 0.1%        | 0.2%        |           |           |
| بنيشنقول-قماز     | 40.6%          | 46.5%          | 34.8%   | 33.0%   | 5.8%        | 13.5%       |           |           |
| ديرة داوا         | 36.7%          | 28.8%          | 34.5%   | 25.71%  | 1.5%        | 2.81%       | 0.7%      | 0.4%      |
| جامبيلا           | 71.35%         | 90.2%          | 24.13%  | 16.8%   | 44.01%      | 70.0%       | 3.21%     | 3.4%      |
| إقليم هراري       | 39.49%         | 30.8%          | 38.09%  | 27.1%   | 0.94%       | 3.4%        | 0.46%     | 0.3%      |
| أوروميا           | 49.9%          | 48.2%          | 41.3%   | 30.5%   | 8.6%        | 17.7%       |           |           |
| المنطقة الصومالية | 0.9%           | 0.5%           | 0.9%    | 0.6%    |             |             |           |           |
| الأمم الجنوبية    | 65.4%          | 77.8%          | 27.6%   | 19.9%   | 34.8%       | 55.5%       | 3.0%      | 2.4%      |
| إقليم تيغراي      | 95.9%          | 96.1%          | 95.5%   | 95.6%   |             | 0.1%        | 0.4%      | 0.4%      |

## الثقافة

### اللغة الطقسية

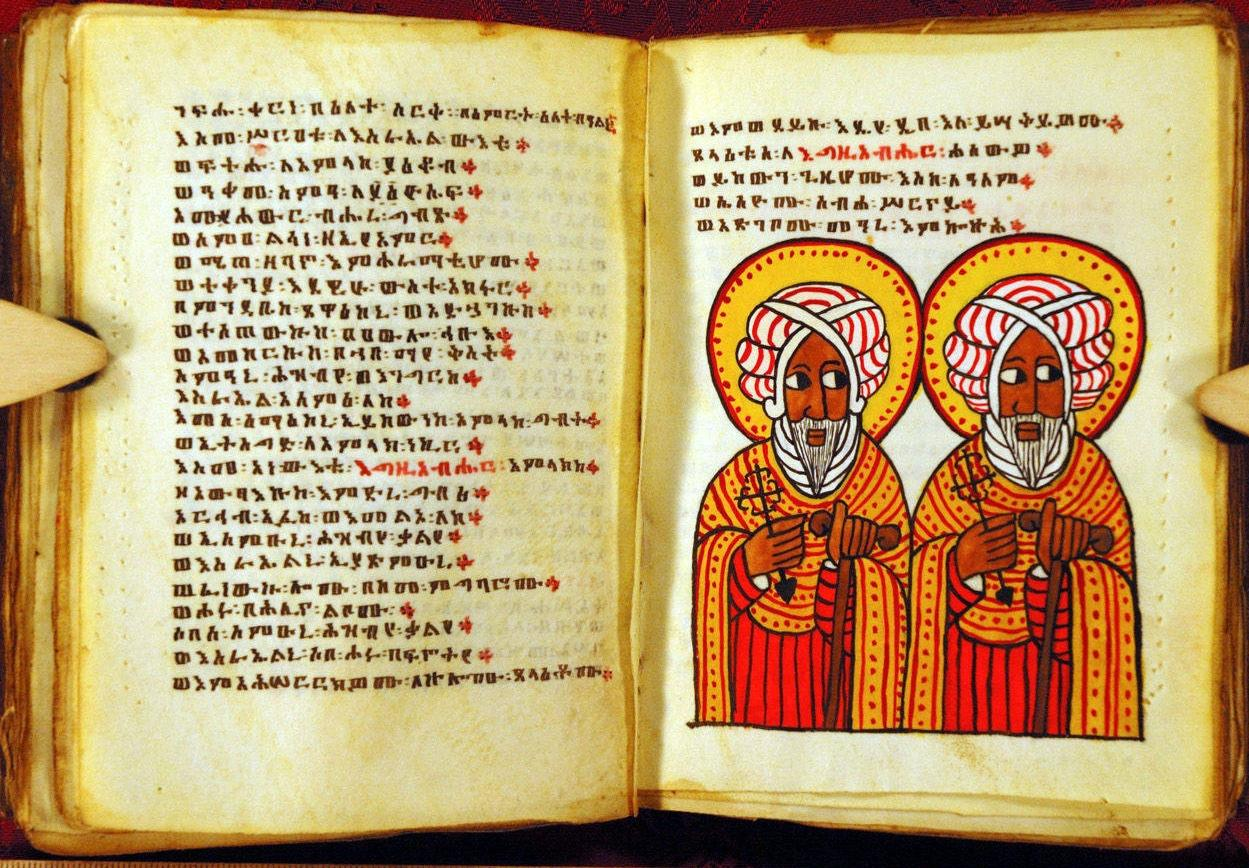
نسخة أثريّة إثيوبيّة من الإنجيل.

تُقام معظم المراسم الاحتفالية الدينيَّة باللغة الجعزيَّة، والتي أصبحت لغة طقسية للكنيسة الإثيوبيَّة على أقرب تقدير بعد وصول من دعيوا بالقديسين التسعة إلى أثيوبيا، والذين قدموا إليها هربًا من بطش الإمبراطور البيزنطي بسبب رفضهم لمقررات مجمع خلقيدونية عام 451 للميلاد. على الرغم من أنه كثيرًا ما يُقال أن الأدب الجعزي يهيمن عليها نصوص الكتاب المقدس بما في ذلك الأسفار القانونية الثانية، فإن معظم الأعمال الأدبيَّة الهامة باللغة الجعزيَّة هي أيضًا من أهم الأعمال الأدبيّة الخاصة بالكنيسة التوحيدية الأرثوذكسية الإثيوبية، والتي تشمل الليتورجيا المسيحية مثل كتب الخدمة، والصلاة، والترانيم، وحياة القديسين، وأدب الآبائيات. على سبيل المثال، كتب حوالي مائتين من النصوص عن القديسين الإثيوبيين من القرن الرابع عشر حتى القرن التاسع عشر. هذا التوجه الديني لأدب الجعزي كان نتيجة التعليم التقليدي الذي قاده الكهنة والرهبان الأرثوذكس. ويوجد ترجمة للنسخة السبعونية لكتاب العهد القديم تُرجم من اللغة اليونانية إلى اللغة الجعزية، وكان الإمبراطور هيلا سيلاسي خلال فترة حكمه قد رعى عملية إصدار نسخ رسمية باللغة الأمهرية لمخطوطات قديمة مكتوبة باللغة الجعزية. ويتم الوعظ اليوم في كنيسة التوحيد الأثيوبية باللغات المحلية. كما كتبت أعمال في التاريخ والتسلسل الزمني المسيحي، والقانون الكنسي، وعلم اللغة، والطب. وقال ريتشارد بانخورست عن دور الكنيسة في الحياة الأدبية والتعليمية في إثيوبيا:
«لقد شكلت الكنيسة الوصي على ثقافة الأمَّة».. وكان التعليم التقليدي في إثيوبيا مرتبط إلى حد كبير في الكتاب المقدس. بدأت مع تعلم الأبجدية، أو بشكل أكثر ملاءمة، المقطعية ... يتألف دروس الصف الثاني للطالب من تحفيظ الفصل الأول من رسالة يوحنا الأولى باللغة الجعزيَّة. ومن المحتمل أن تبدأ دراسة الكتابة أيضًا في هذا الوقت، وخاصًة في العصر الحديث، يمكن إضافة بعض الحسابات. في المرحلة الثالثة تم دراسة أعمال الرسل، في حين تم تعلم بعض الصلوات أيضًا، والكتابة والحساب المستمر. ... بدأت المرحلة الرابعة مع دراسة مزامير داود واعتبرت درسًا هامًا في تعليم الطفل، جيث يُحتفل به الآباء والأمهات مع وليمة ويتم دعزة المعلم، والعرَّاب، والأقارب والجيران. الصبي الذي وصل إلى هذه المرحلة عادًة ما يكون قادرًا على الكتابة، ويمكن أن يكون بمثابة كاتب الرسالة.

### العمارة

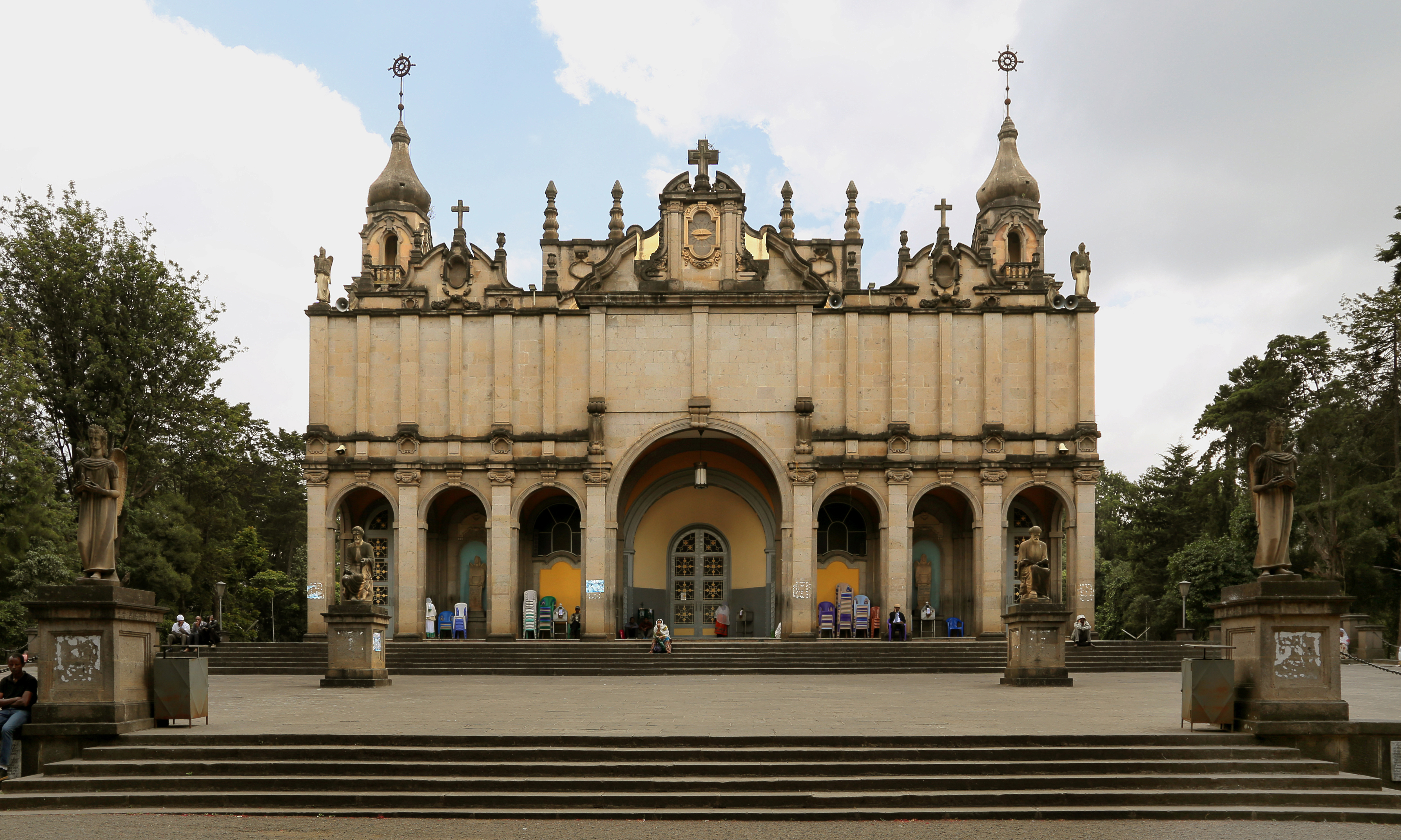
كاتدرائية الثالوث الأقدس في أديس أبابا.

يوجد العديد من الكنائس المنحوتة في الصخر في أثيوبيا، اكثرها شهرة هي الكنائس الإثني عشر في لاليبيلا شمال البلاد، ويوجد أيضًا نمط آخر في هندسة الكنائس الأثيوبية هو البازيليك، ومن أشهر كنائس البازيليك في أثيوبيا هي بازيليك سيدتنا مريم من صهيون في مدينة أكسوم، وفي القرن السادس الميلادي كان لهندسة الكنائس الأثيوبية تأثير قوي على طريقة بناء الكنائس في المناطق القريبة كصنعاء وفي معظم أنحاء شبه الجزيرة العربية. يوجد شكلين مميزين لبناء الكنائس الأثيوبية، الأول المربع أو المستطيل والذي يتواجد في تجراي والثاني الشكل الدائري وتجده في أمهرة وفي شيوة.
وفي كلا الشكلين، يكون الحرم مربعاً ويقف واضحاً في الوسط، وتستند هذه الترتيبات إلى التقاليد اليهودية. الجدران والأسقف تكون عادةً مزينة بلوحات جدارية. وقد تدمج الكنائس الإثيوبية الحديثة الأنماط البازيليكية أو المحلية وتستخدم تقنيات ومواد البناء المعاصرة.
وتدّعي الكنيسة الإثيوبية الأرثوذكسية أن إحدى كنائسها، وهي كنيسة مريم مريم سيدة جبل صهيون، تضم الألواح الأصلية التي حملها موسى مع بنو إسرائيل أثناء الخروج من مصر. ويسمح لكاهن واحد فقط بالدخول إلى المبنى الذي يقع فيه الألواح، ظاهريًا بسبب التحذيرات الكتابية. ونتيجة لذلك، يشك العلماء الدوليون أن الألواح الأصلية هي حقًا هناك.

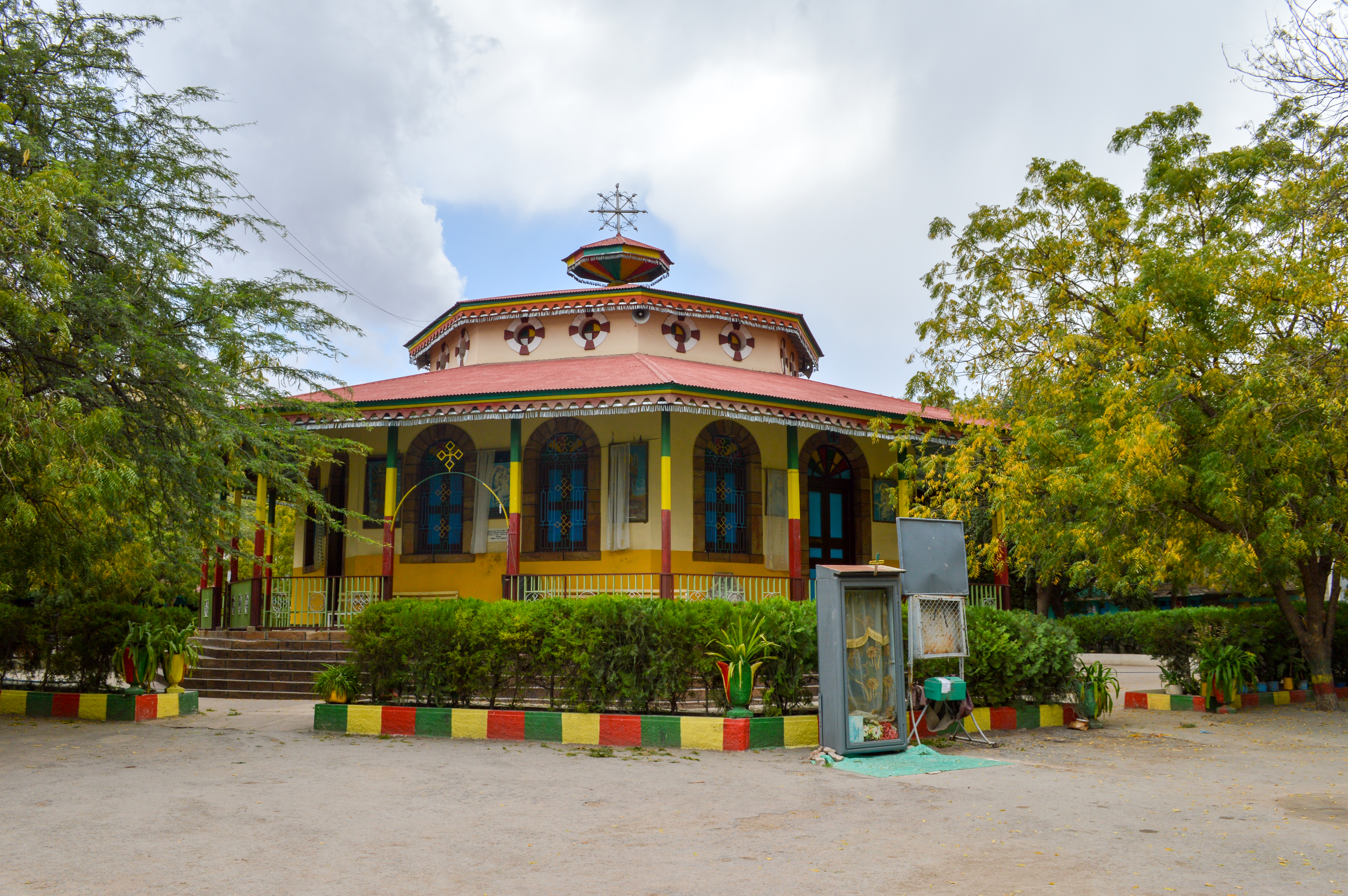
كنيسة بيت ميخائيل في أديس أبابا
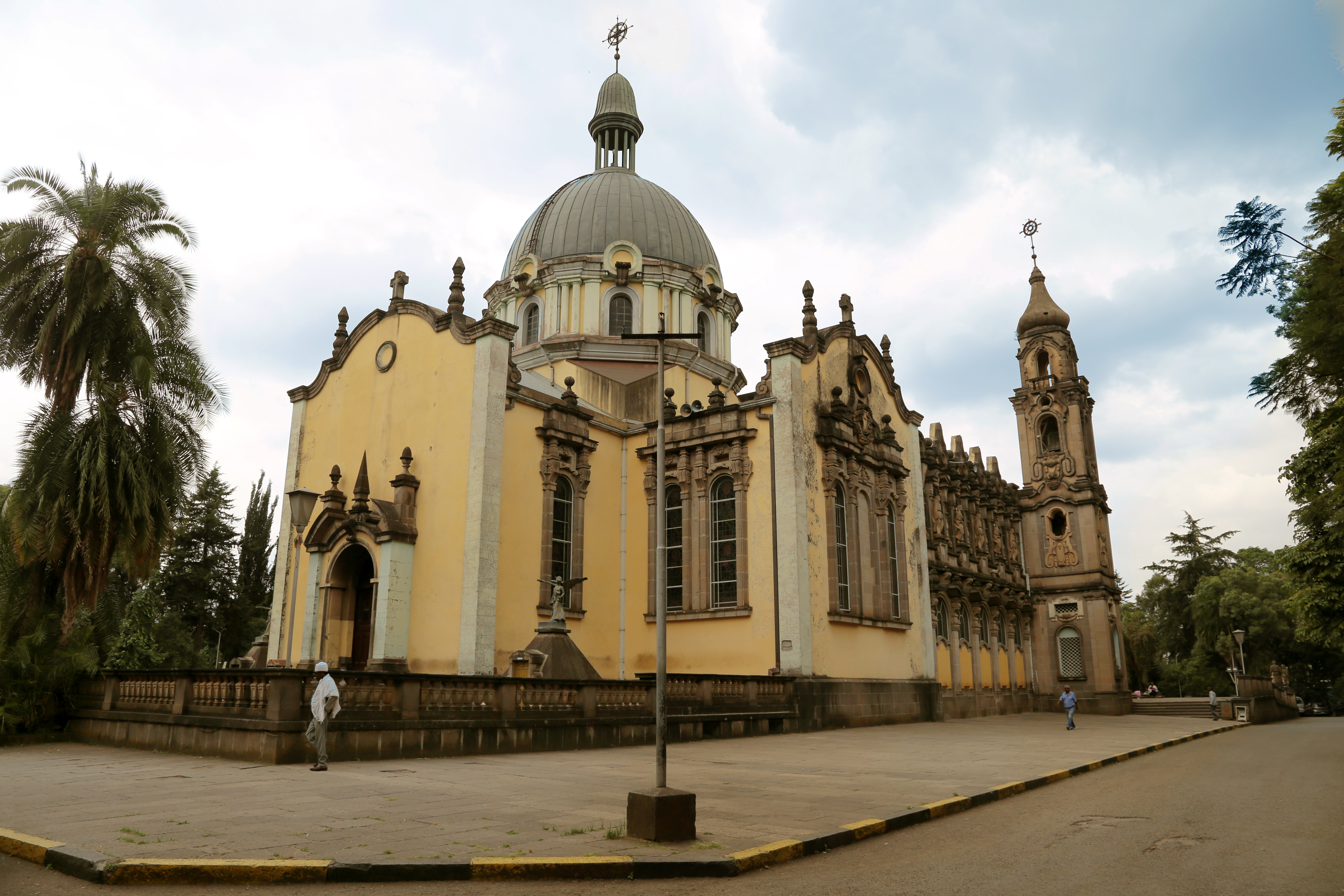
كاتدرائية الثالوث الأقدس في أديس أبابا
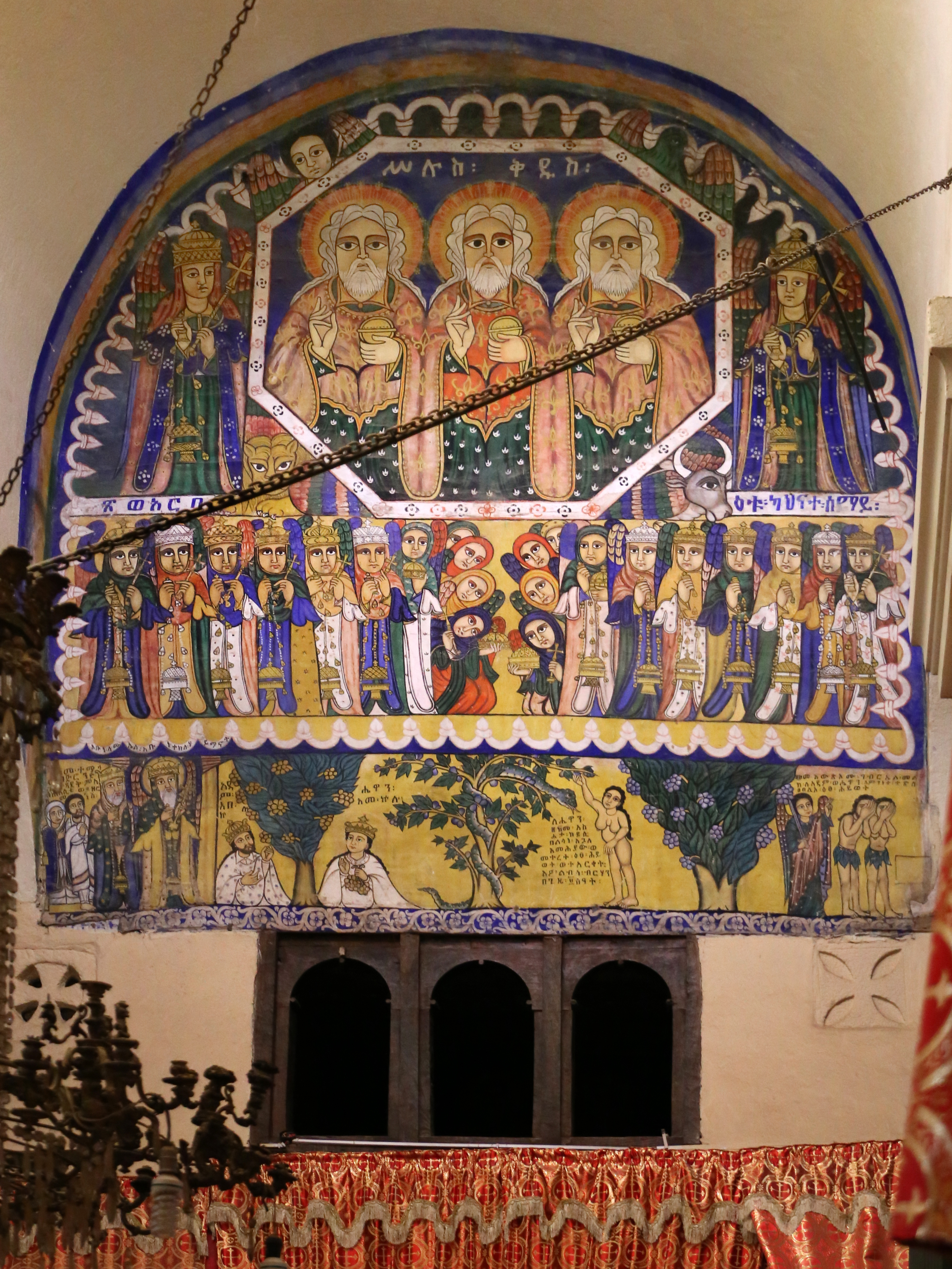
داخل كنيسة مريم سيدة صهيون في أكسوم
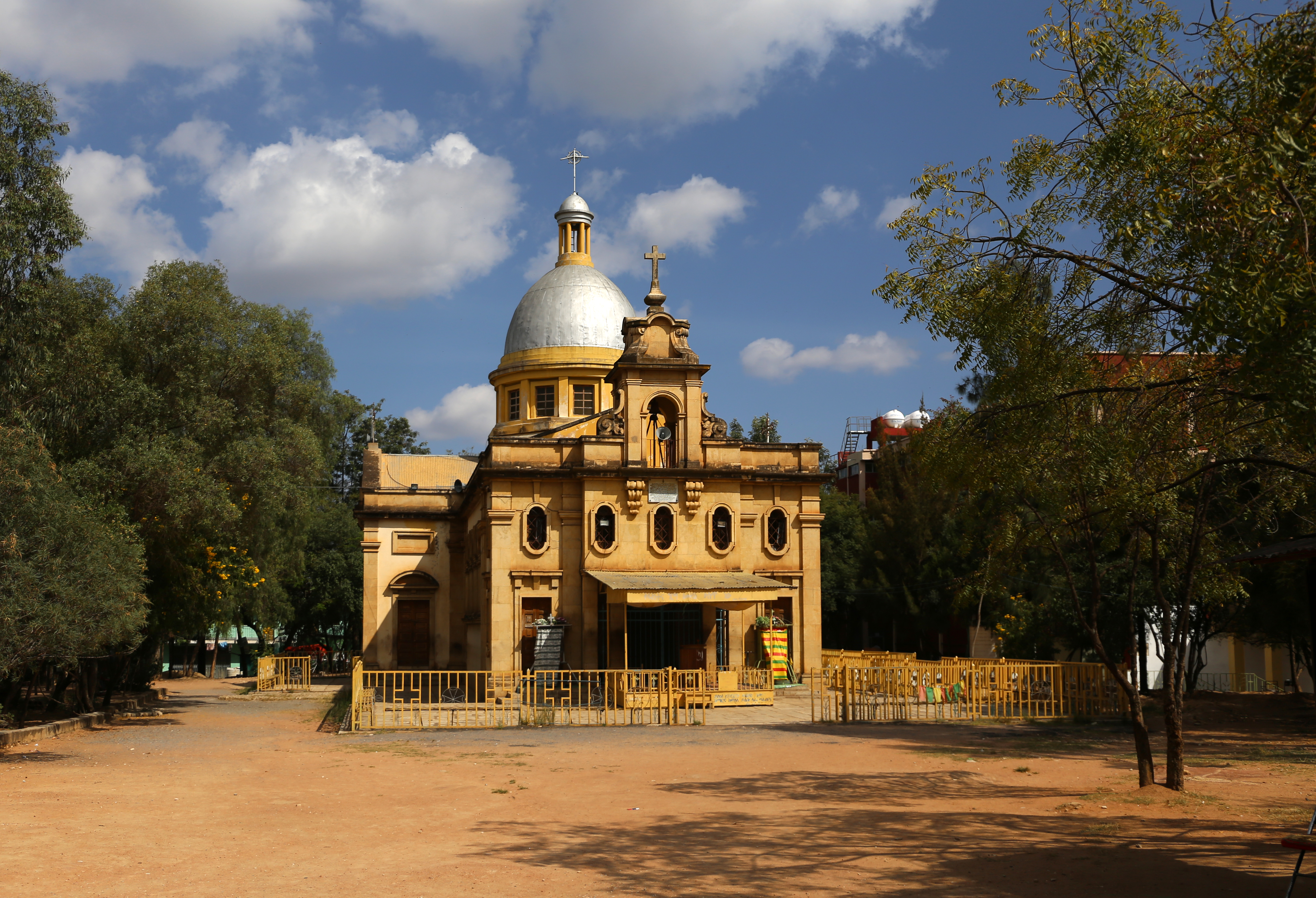
كنيسة سيلاسي في هرر
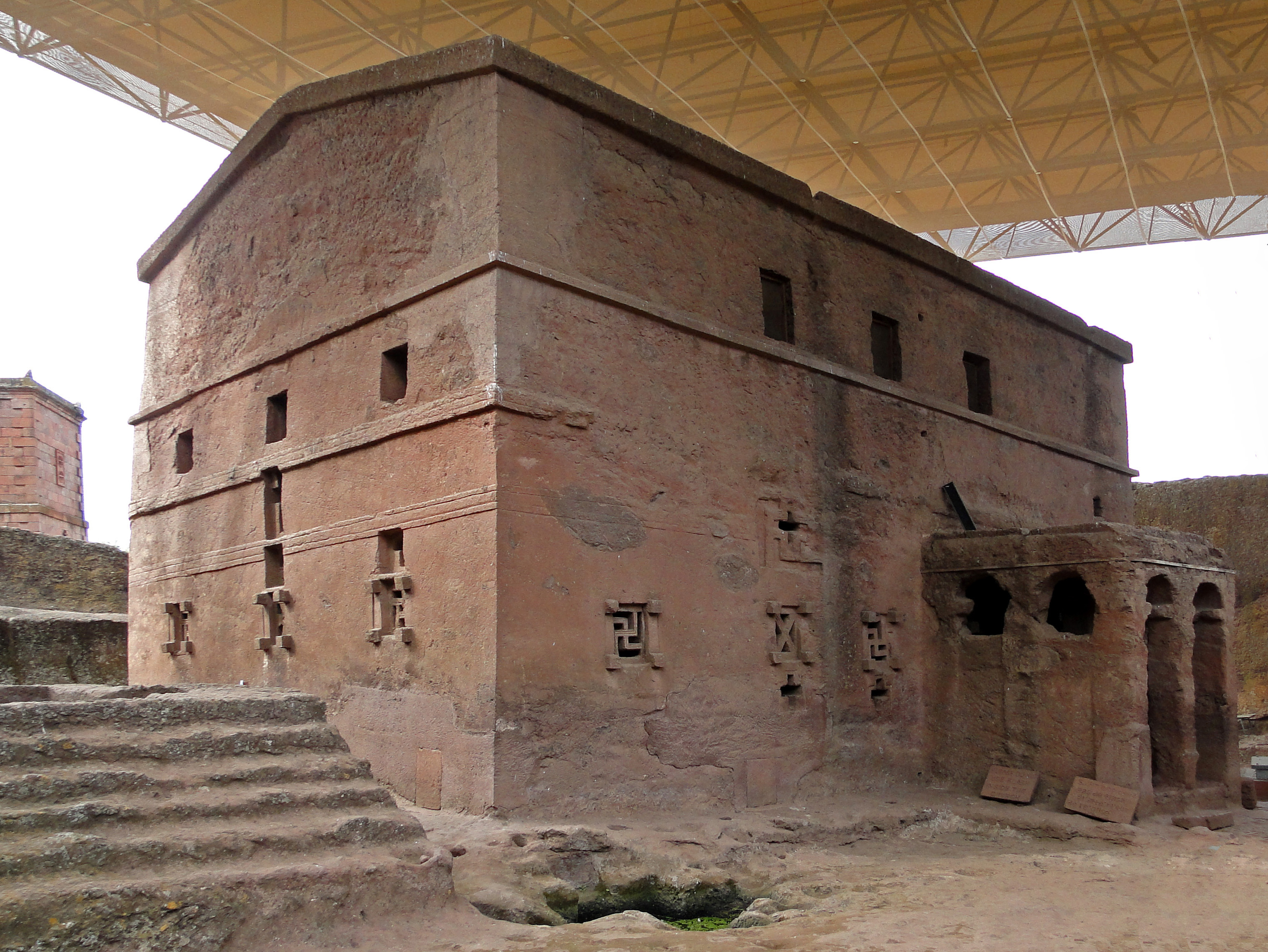
كنيسة بيت مريم في لاليبيلا

### التقاليد التوراتية

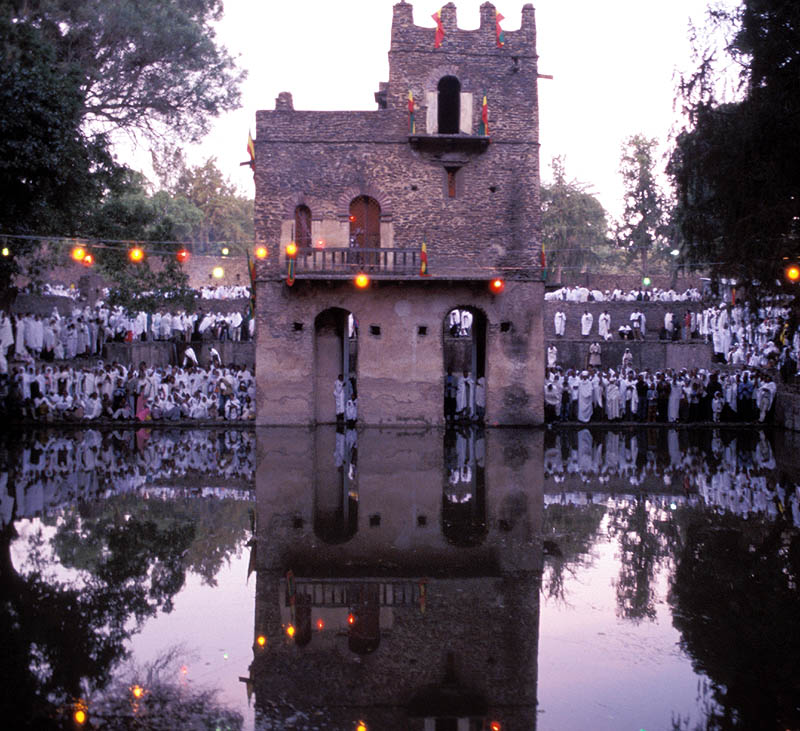
احتفالات عيد الغطاس.

تضع كنيسة التوحيد الأرثوذكسية الإثيوبية ثاني أكبر الكنائس المسيحية الشرقية في العالم تركيز أكثر على تعاليم العهد القديم مقارنًة في الكنائس المسيحية الأخرى، وتحث أتباعها على التمسك في بعض الممارسات التي ما تزال موجودة في الديانة اليهودية، خصوصًا لدى اليهودية الأرثوذكسية.
تلتزم كنيسة التوحيد الأرثوذكسية الإثيوبية في شريعة الطهارة الموجودة في العهد القديم والتي تحث على ضرورة الاغتسال أو الوضوء للتطهر قبل تأدية فرائض دينية معينة، وبعد أي شيء يسبِّب النجاسة. فضلًا على ضرورة غسل اليدين قبل الأكل أو الصلاة، وبعد الإستيقاظ من النوم، وبعد زيارة المدافن أو دخول دورة المياه. كما وتلتزم الكنيسة في أيام كتطهير طقسي. وتمنع كنيسة التوحيد الأرثوذكسية الإثيوبية المرأة التي تكون في فترة الحيض والأشخاص غير الطاهرين وفقًا للشريعة من دخول الكنيسة. يُذكر أن منع المرأة التي تكون في فترة الحيض من دخول الكنيسة حتى نهاية فترة الحيض موجود أيضًا من قبل الكنائس المسيحية الشرقية الأخرى. وتلتزم كنيسة التوحيد الأرثوذكسية الإثيوبية في تنظيم قواعد الحبل والولادة المذكورة في سفر اللاويين وكيفية الطهور بعدها إذ إن المرأة الحامل والحائض تعتبر نجسة. وكما هو الحال مع الكنائس الأرثوذكسية الأخرى، يجلس كل من الرجال والنساء بشكل منفصل حيث يجلس الرجال على اليسار والنساء على اليمين، كما يُفرض على النساء تغطية رؤوسهن عند الدخول للكنائس.
تفرض كنيسة التوحيد الأرثوذكسية الإثيوبية إلى جانب كنيسة التوحيد الأرثوذكسية الإريترية والكنيسة القبطية الأرثوذكسية شريعة الختان على الذكور في اليوم الثامن من ولادة الطفل وتعطيه بُعد ديني. وتعتبر إثيوبيا اليوم أكبر أمَّة أرثوذكسيَّة في العالم مارست وما زالت تمارس ختان الذكور على أطفالها على نطاق واسع؛ حيث أن 97% من الأرثوذكس الإثيوبيين الذكور مختونين، ويُمارس الأرثوذكس الإثيوبيون الختان باعتباره من طقوس العبور، ويختونون أبنائهم «في أي مكان من الأسبوع الأول من الولادة إلى السنة الأولى من الولادة». كما تقوم كنيسة التوحيد الأرثوذكسية الإثيوبية إلى جانب الأدفنتست بفرض سلسة من الشرائع على الطعام وهي تشابه القيود الموجودة في الديانة اليهودية والتي تعرف بالكشروت.

## معرض الصور

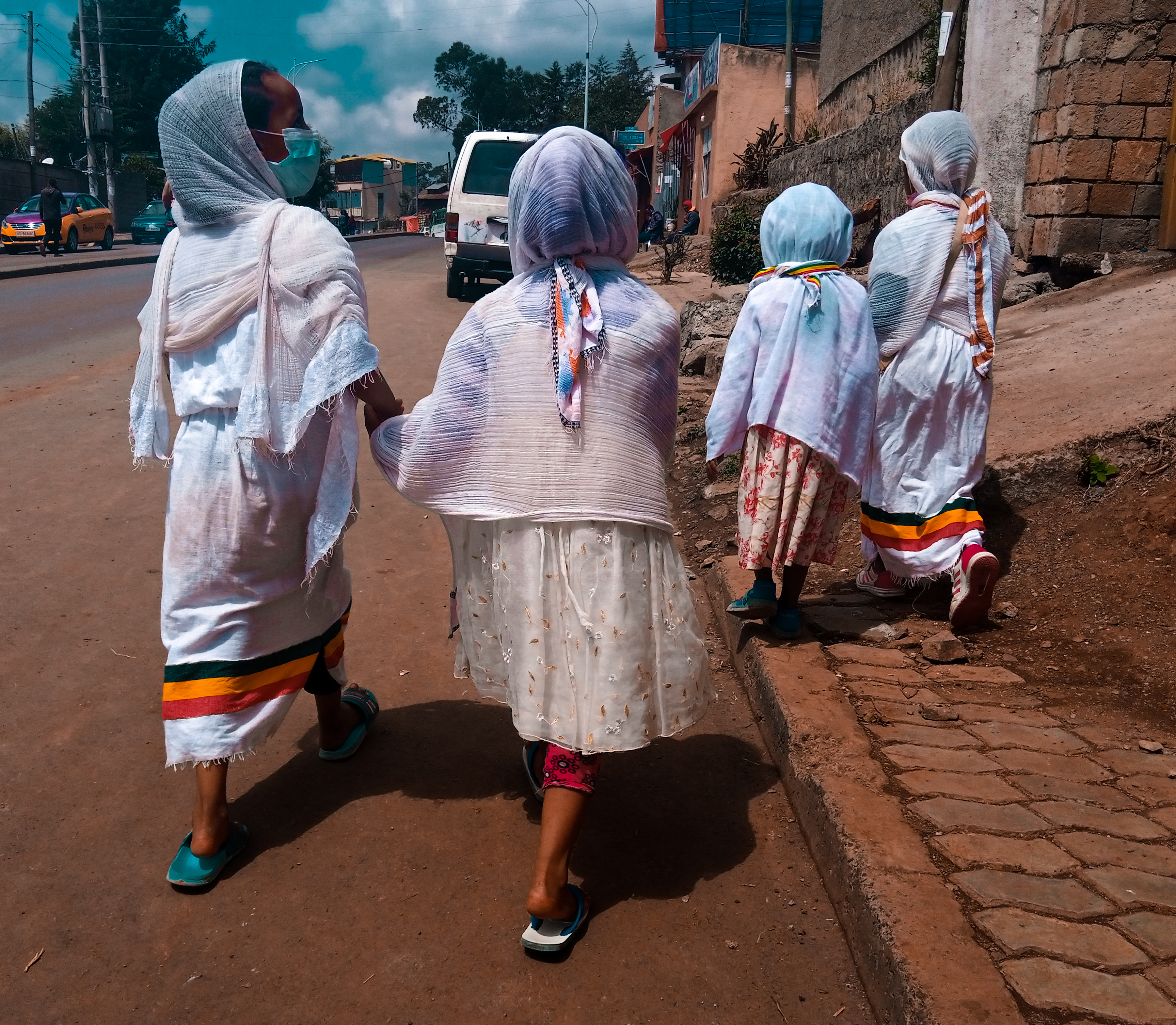
أطفال من كنيسة التوحيد الإثيوبية الأرثوذكسية بلباسهم التقليدي
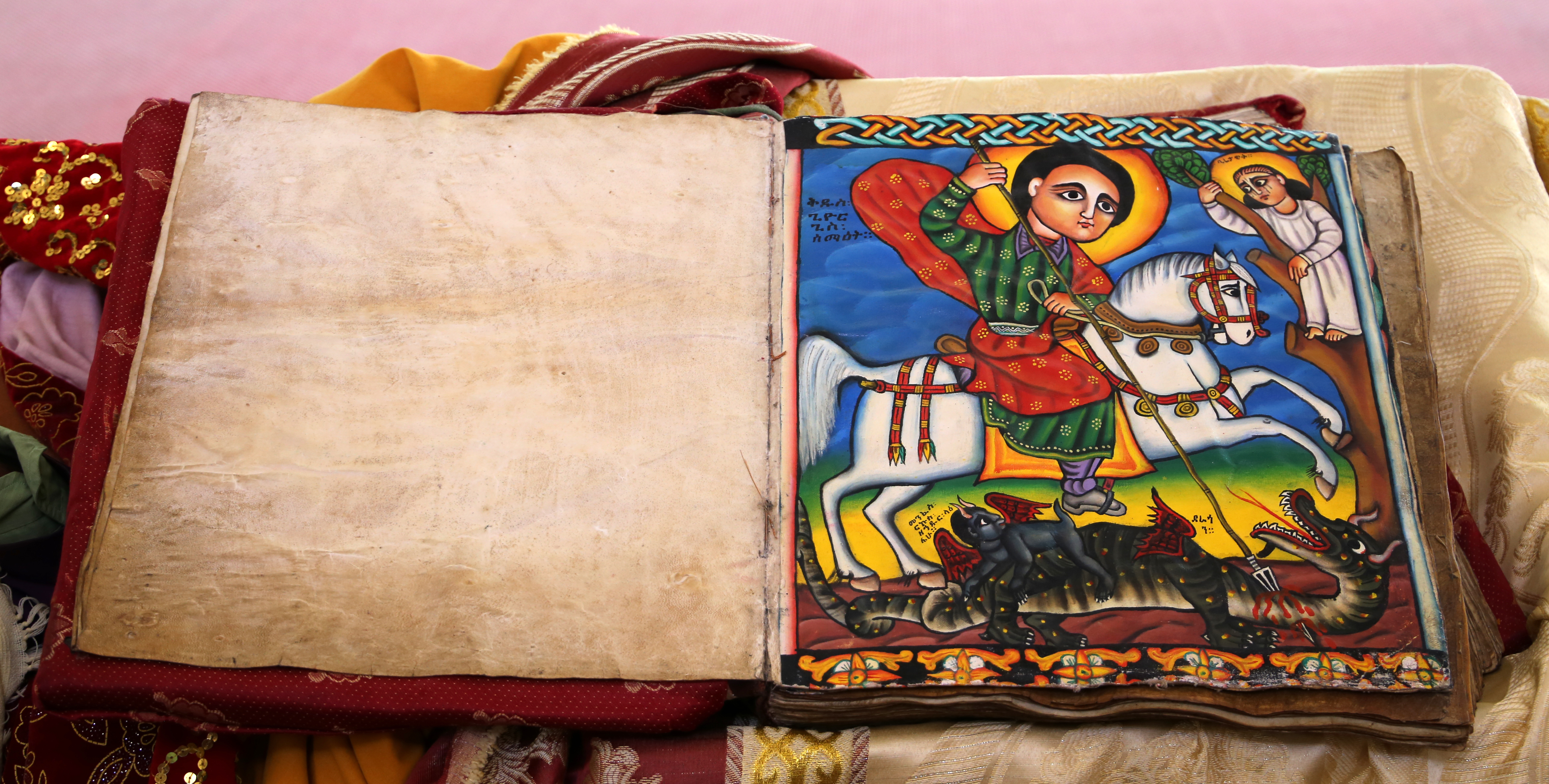
مخطوط إثيوبي أرثوذكسي
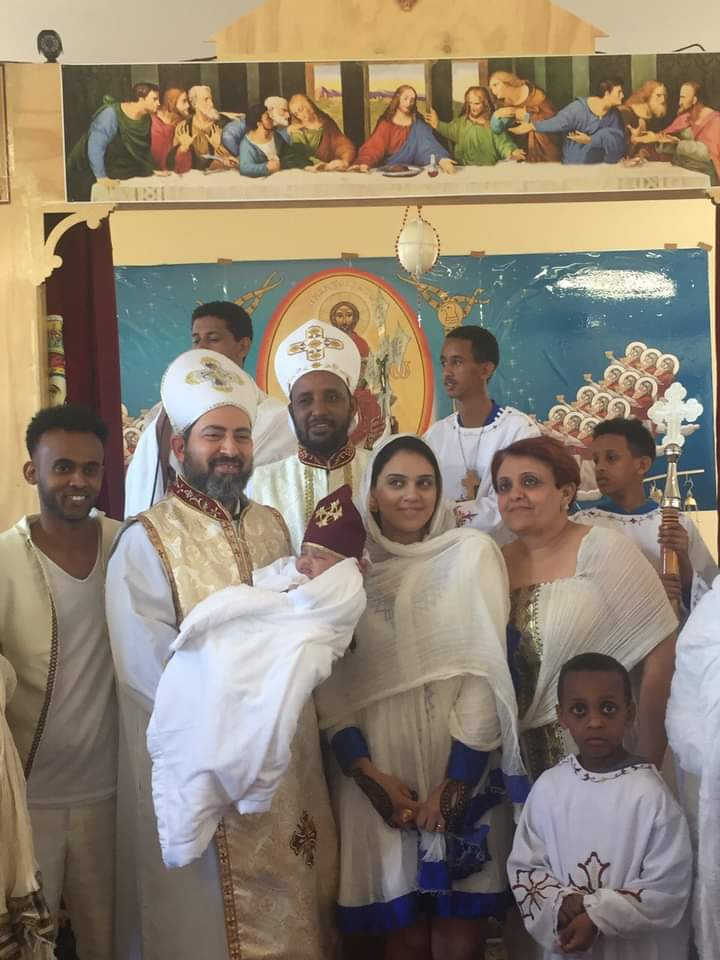
حفل ديني لختان طفل إثيوبي أرثوذكسي: تلتزم كنيسة الأرثوذكسية الإثيوبية في شريعة ختان الذكور
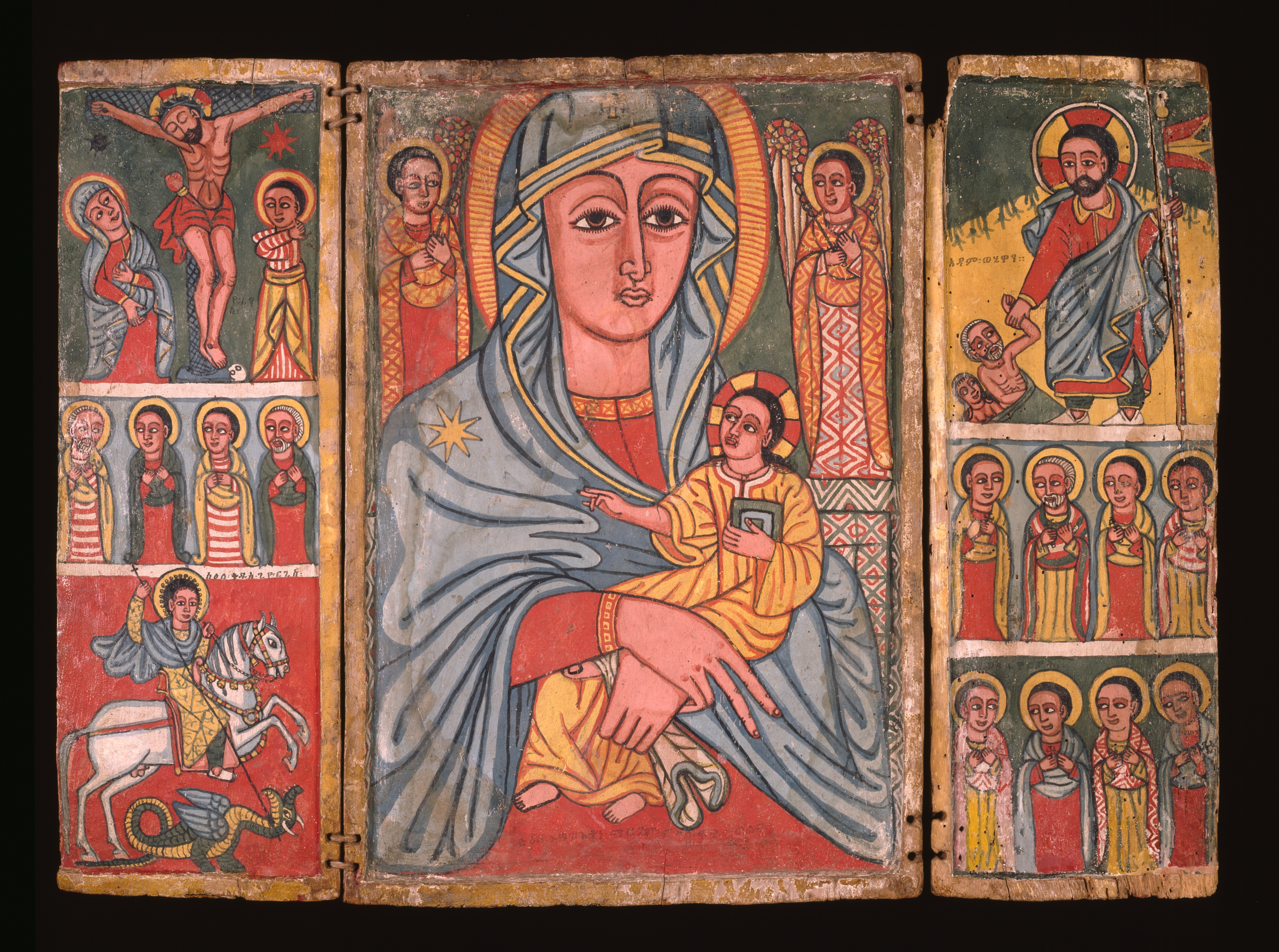
أيقونة إثيوبية أرثوذكسية
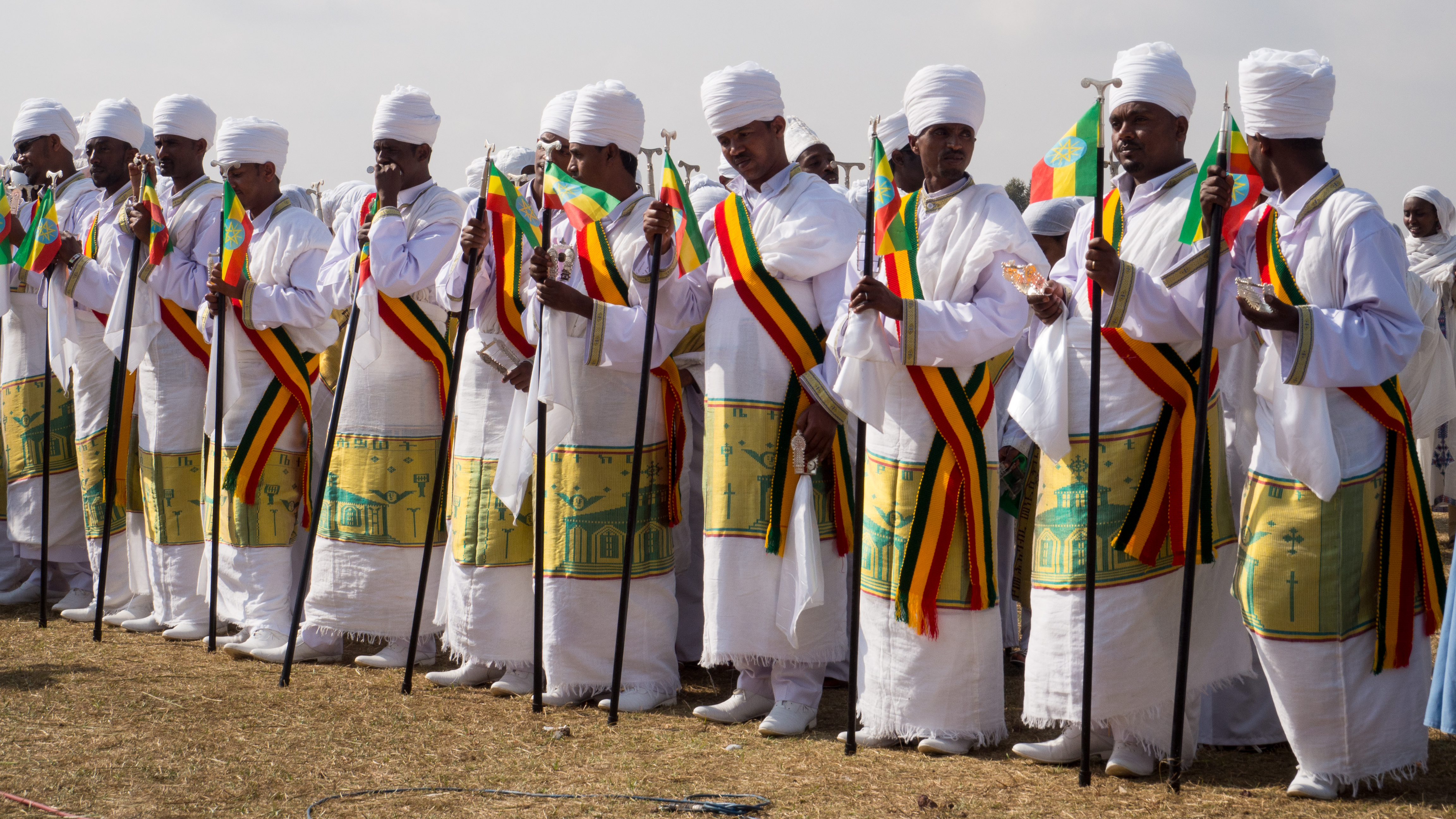
رهبان من كنيسة التوحيد الأرثوذكسية الإثيوبية خلال احتفال تيمكات
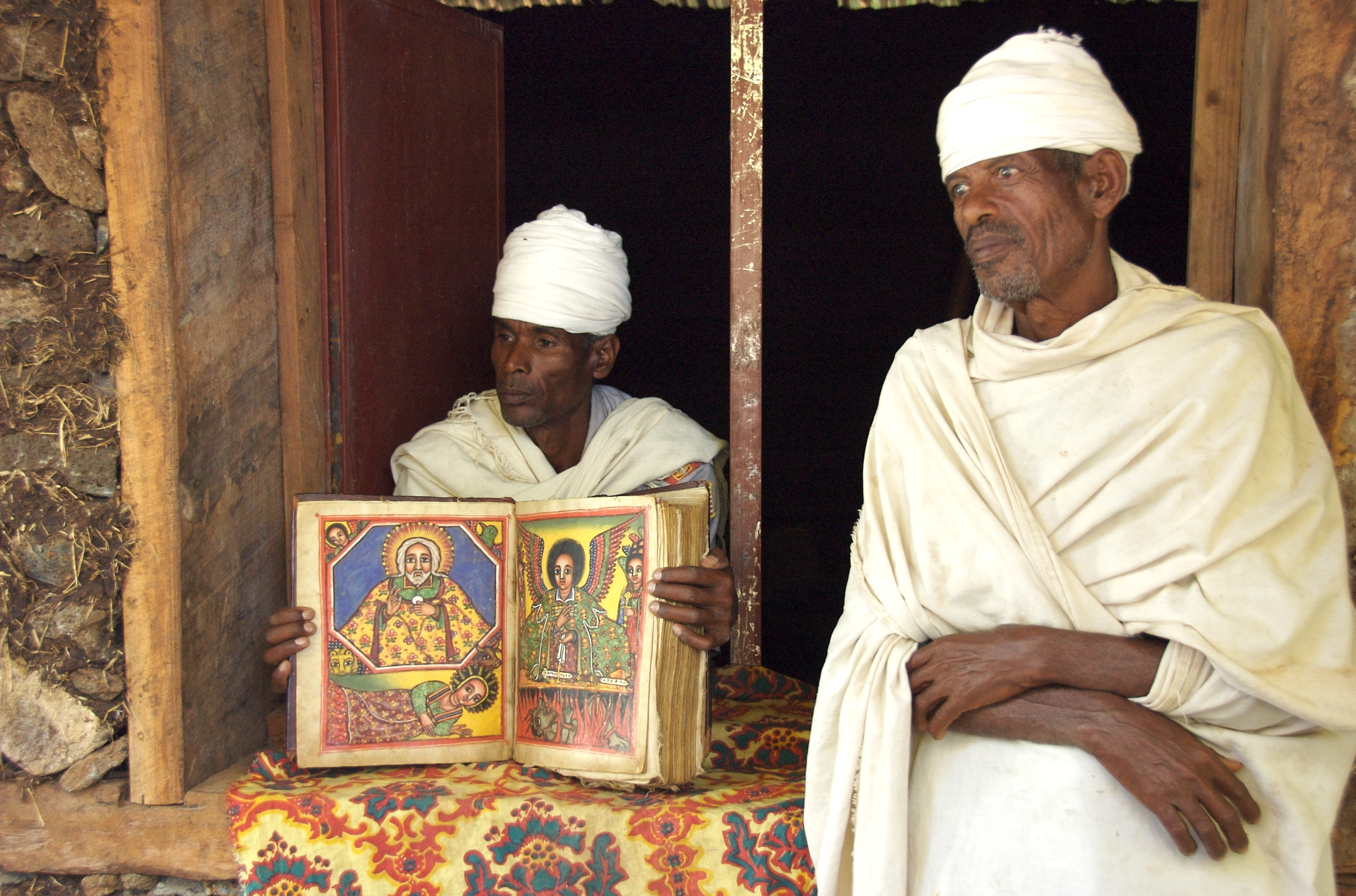
رهبان أرثوذكس يحملون مخطوطة إثيوبية
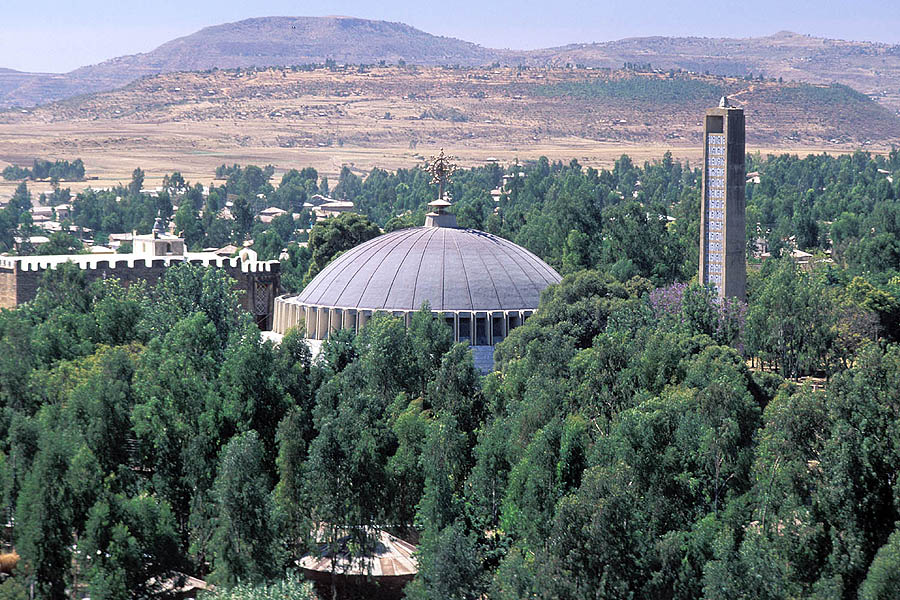
كنيسة مريم العذراء سيدة صهيون في إكسوم
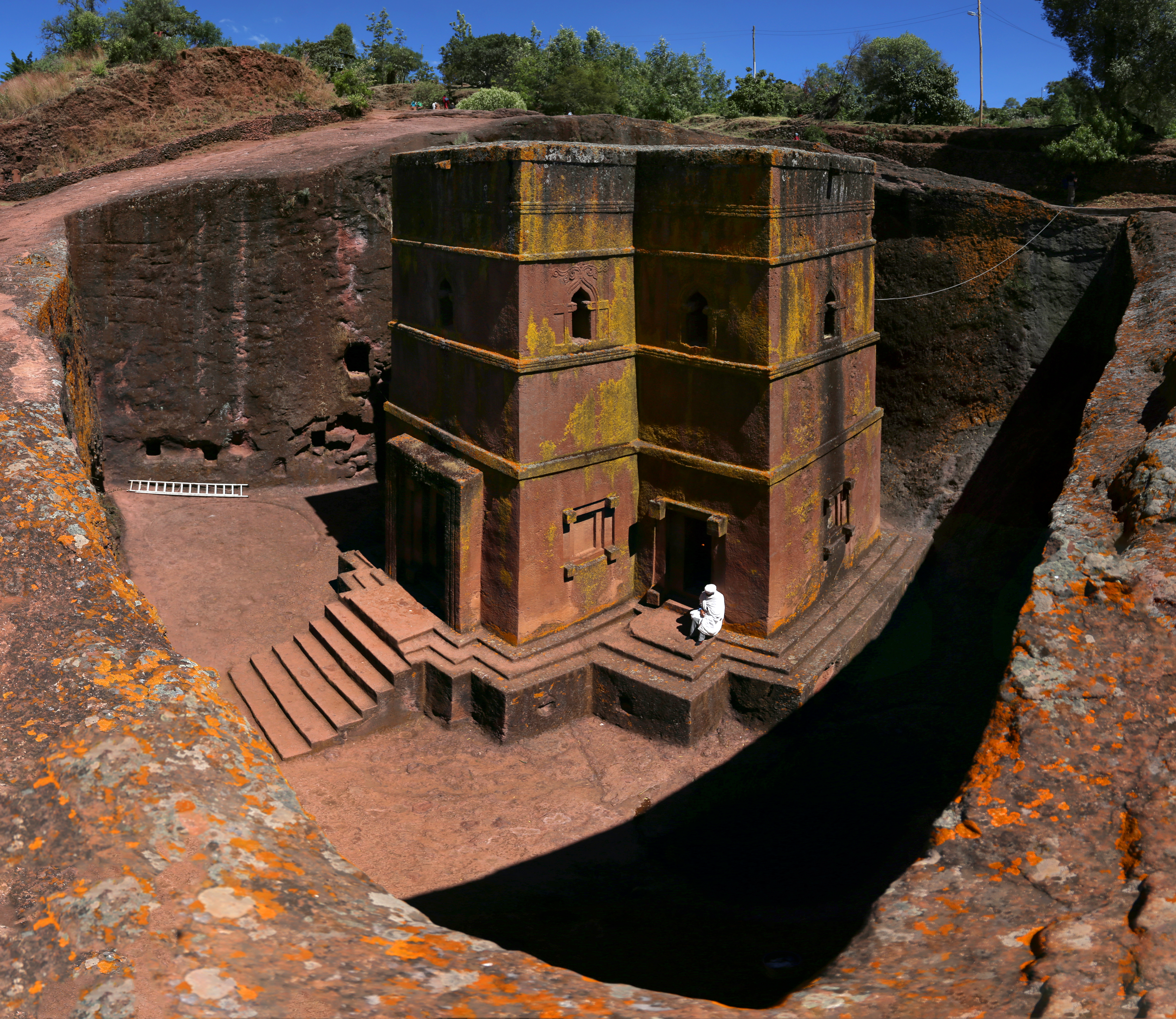
كنيسة بيت جرجس في مدينة لاليبلا؛ وتعتبر الكنيسة من مواقع التراث العالميّ
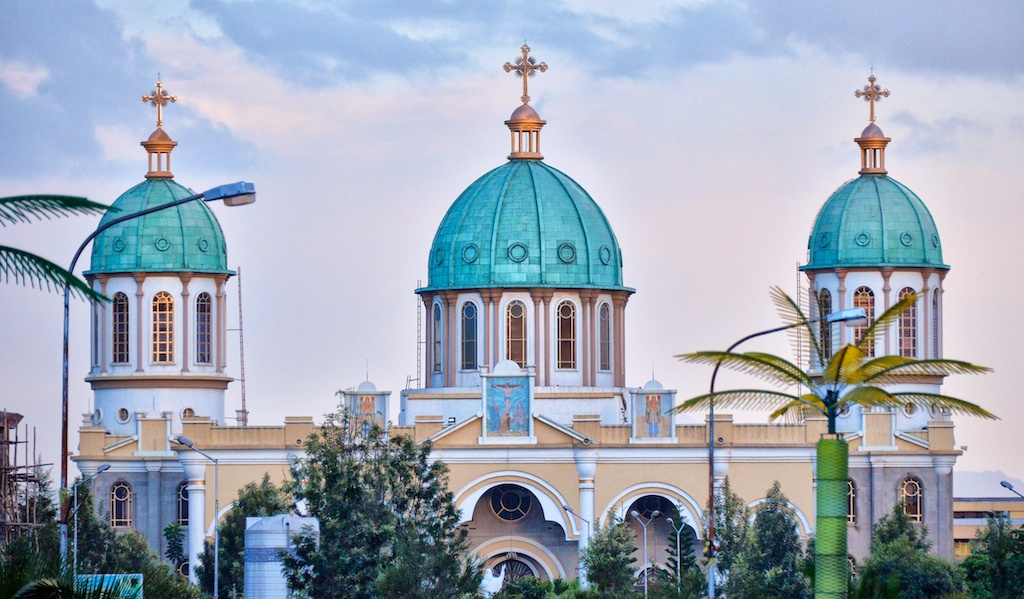
كاتدرائية مدهين عالم في أديس أبابا
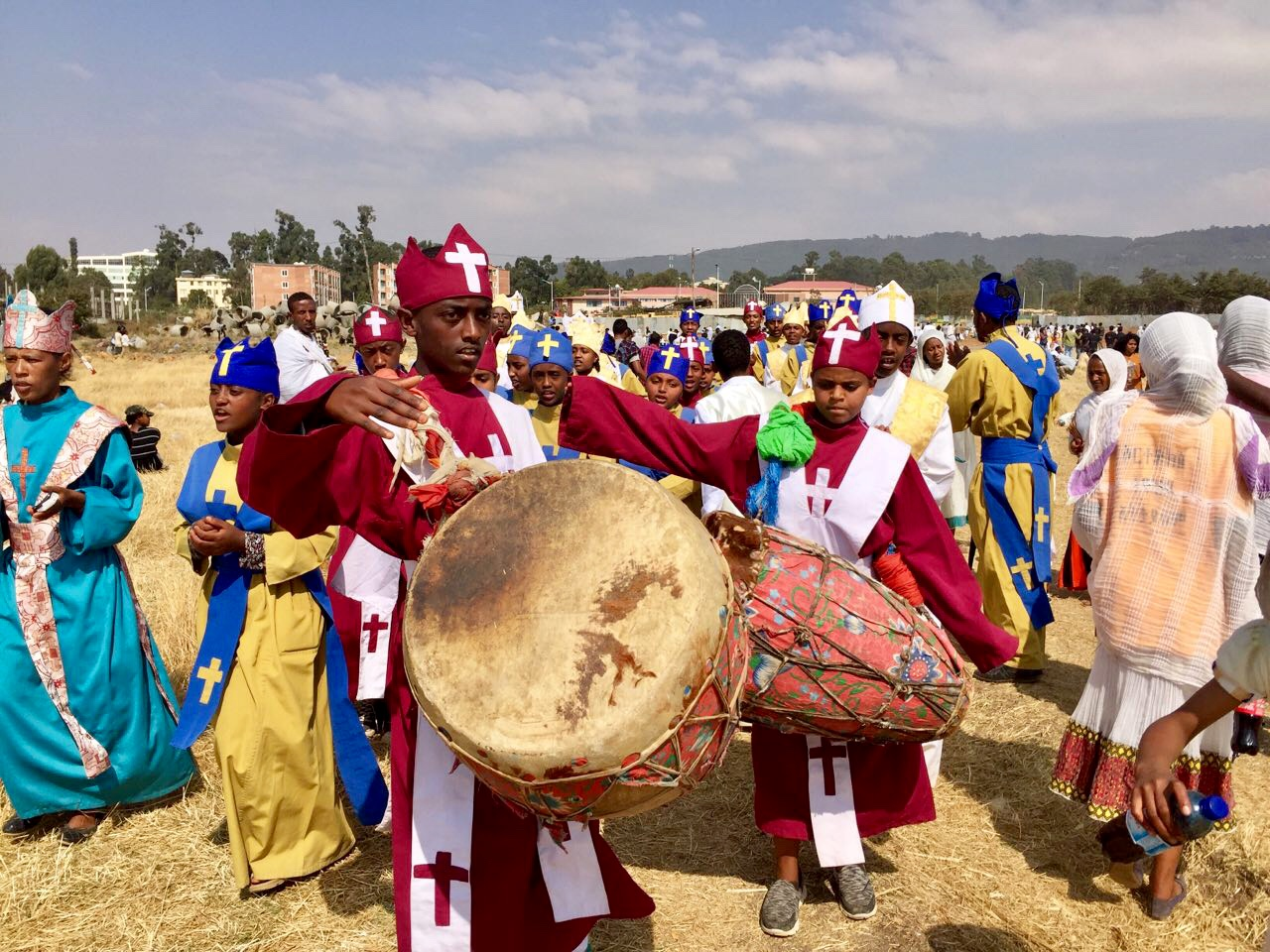
احتفالات عيد الغطاس في إثيوبيا